# JRバス中国
JRバス中国株式会社（ジェイアールバスちゅうごく、英: JR Bus ChugokuCompany）は、中国地方を営業エリアとする路線バス・貸切バス会社。広島県広島市西区横川町三丁目に本社を置く。旧国鉄バスを引き継いだJRバス8社のうち、西日本ジェイアールバスと共に西日本旅客鉄道（JR西日本）の子会社である。

## 概要
JRバスの中でも日本国有鉄道中国地方自動車部の流れを汲むバス会社で、中国地方5県のうち、広島県・山口県の2県で一般路線バスを運行し、島根県・岡山県・広島県・山口県を拠点に各地に高速路線バスを運行している（島根県・岡山県内でも一般路線バスを運行していたが、現在は全廃している）。なお、鳥取県内には営業拠点が存在しない（客扱いも、名古屋市 - 出雲市の高速バス「出雲・松江・米子ドリーム名古屋号」、岡山市 - 出雲市の高速バス「ももたろうエクスプレス」が米子駅前に停車するのみ）。島根県旅客自動車協会・岡山県バス協会・広島県バス協会・山口県バス協会に加盟している。
一般路線バスは路線の統廃合・他社移管を進めた結果、実質的に広島・東広島・山口の3支店の管内に集約され、それぞれの地域で地域内交通を担っている。2003年に行った大規模再編の結果、かつて一大拠点であった島根県内（浜田市を中心とした県中部が路線網の中心だった）から全面撤退、岡山県内も事実上スクールバス1系統のみを残した末に2016年に廃止となった。一方で、高速バスについては陰陽連絡路線を高速道路経由に載せ替えてスピードアップを図るだけではなく、JRバスのネットワークの強みを生かし、九州方面や四国方面などの新規路線開拓に意欲的に取り組んでいる。島根・岡山の両支店も実質的に高速バス専業の拠点として存続している。
貸切バス事業にも力を入れており、近年は客席数を大きく減じたハイグレード貸切バス「プレミアムシリーズ」の導入など、多様な顧客ニーズを満たすための施策にも意欲的である。
車体につけられるエンブレムはJRマークを「C」で囲んだ物が用いられている。設立当初は「中国ジェイアールバス株式会社」という社名だったが、車体に付記される社名表記は、アルファベットが「CHUGOKU JR BUS」とそのまま英語表記なのに対し、日本語表記は当初から「JRバス中国」の呼称が用いられていた（後述）。2024年9月1日から社名を車体に付記される社名表記と同じ「JRバス中国株式会社」に変更した。
JR西日本が運行する豪華列車「TWILIGHT EXPRESS 瑞風」の専用バス「瑞風バス」も中国JRバスが担当しているほか、Jリーグ・サンフレッチェ広島およびBリーグ・広島ドラゴンフライズの選手輸送バスも担当しており、専用車両を用意している。

## 沿革
- 1987年（昭和62年）
  - 4月1日 - 国鉄分割民営化、西日本旅客鉄道（JR西日本）設立[2]。国鉄中国地方自動車局が運営していたバス事業は、JR西日本中国自動車事業部が引き継ぐ。
- 時期不明 - 広島自動車営業所浜田派出所を川本営業所浜田支所に名称変更
- 1988年（昭和63年）
  - 3月2日 - 中国ジェイアールバス株式会社設立[2]。
  - 4月1日 - JR西日本から中国自動車事業部のバス事業を引き継ぎ、営業開始。
- 1998年（平成10年）
  - 2月3日 - 広島営業所・海田市営業所を統合、新・広島営業所を開設[4]。海田市営業所を支所に[4]、高陽支所を駐在に格下げ。
  - 5月 - 秋吉派出所廃止。
  - 6月1日 - 光営業所を周防営業所に、岩国営業所を周防営業所岩国支所に、大島営業所を周防営業所大島支所にそれぞれ変更[5]。
- 1999年（平成11年）
  - 1月12日 - 井原鉄道井原線の開業に伴い、これに並行する路線（倉敷 - 清音 - 矢掛）を井笠鉄道に譲渡。矢掛派出所廃止。
- 2000年（平成12年）
  - 4月1日 - 組織改正。岡山・広島・山口営業所を支店に、出雲営業所を島根支店に、川本営業所浜田支所を浜田営業所に格上げ。川本営業所は浜田営業所川本支所に格下げ。
  - 6月30日 - 岩益線廃止（一般路線バスから撤退し、石見交通・六日市交通等に譲渡）六日市・岩国両支所廃止。
- 2003年（平成15年）
  - 4月1日- 島根県・岡山県の全部（岡山県の清心学園スクールバスを除く）、広島県の一部の一般路線バスから撤退し、谷本ハイヤー・吉田村営バス（現・雲南市民バス）・石見交通・岡山電気軌道・両備バス・下津井電鉄・中鉄バス・広交観光・広島電鉄・芸陽バス・備北交通などに譲渡。赤名支所・川本支所・矢上在勤・海田市支所廃止。
- 2005年（平成17年）
  - 7月1日 - 川本線・川本北線廃止（特急銀山号、特急江の川号廃止）。
  - 8月1日 - 宇部中央バスチケットセンター開設。
- 2007年（平成19年）
  - 10月1日 - 大島線を廃止し防長交通に移管。大島支所廃止。
- 2008年（平成20年）
  - 1月26日 - 雲芸南線・広浜線・クレアライン・エアポートリムジンにICカード乗車券『PASPY』を導入。3月には『PASPY』導入路線にてJR西日本のICカード乗車券『ICOCA』での片利用使用開始。
  - 6月2日 - 広島支店黒瀬営業所が東広島支店に名称変更及び格上げ。
  - 10月25日 - 西条線全線にPASPYを導入。
- 2009年（平成21年）
  - 5月31日 - 宇部中央バスチケットセンターを廃止。
- 2013年（平成25年）
  - 2月18日 - 山口支店周防営業所が移転[6]。
- 2014年（平成26年）
  - 6月23日 - 東広島市黒瀬地区の「黒瀬さくらバス」の運行を東広島支店が受託し、運行を開始した。
- 2015年（平成27年）
  - 3月14日 - 安芸線の一部区間で雲芸南線として運行していた広島駅→紙屋町→十日市→横川駅(片道のみ)の系統を廃止
- 2016年（平成28年）
  - 4月1日 - 2003年に廃止された両備線で唯一清心学園の通学路線として残った中庄駅～清心学園前の区間を両備ホールディングス（両備バス）に移管し廃止。
  - 10月1日 - 秋吉線の一部区間（秋吉～美祢駅）廃止、特急はぎ号の運行から撤退及び防長線明倫センター～東萩駅間廃止[7]。
- 2017年（平成29年）
  - 10月1日 - 防長線の一部区間(明倫センター〜東萩駅)延伸、スーパーはぎ号も東萩駅まで延伸、合わせて増便。
  - 西条市街地循環バス（のんバス）運行開始
  - 10月29日 - 西条エアポートリムジン（西条駅北口 - 広島空港線）を芸陽バスと共同で運行開始
  - 11月30日 - 岡山エクスプレス津山号の運行を終了
  - 12月1日 - 広島県内の路線バスにバスロケーションシステム試験運用開始
  - 12月22日 - 広島県内の路線バスにバスロケーションシステム本格運用開始
- 2018年（平成30年）
  - 4月1日 - グリーンフェニックスの一部路線（広島大学～広島国際大学）廃止。福岡山口ライナーの経路変更、停留所の移設（新山口駅新幹線口を新山口駅北口に変更）及び一部停留所（米屋町、山口大学前、平川小学校前）廃止及びダイヤ改正。
  - 広島市内に市内均一料金エリアを設定。
  - 5月 - 広島駅周辺の再開発に伴い、本社を広島市南区松原町1-6（広島駅新幹線口そば）より広島市南区京橋町2-24のテナントビル「ロイヤルエイト広島駅前」（広島駅南口、城南通り沿い）に移転。
  - 6月1日 - 化粧室付大型ハイデッカー貸切バスを広島支店に導入
  - 7月1日 - めいぷるーぷダイヤ改正　レモンルート増便
  - 7月6日 - 2018年7月西日本豪雨のため、高速バス及び路線バスに運休が発生　豪雨以降、逐次運行を再開　西条線など迂回ルートによる災害特別ダイヤによる運行を再開
  - 8月1日以降 - 2018年7月西日本豪雨復旧のため、一部の高速バスを運休又は、運行会社代替による運行を再開
  - 9月30日 - 高陽団地循環線廃止
  - 10月1日以降 - 2018年7月西日本豪雨復旧のため、運休していた便が運行を再開（代替会社による運行は継続）
  - 10月1日 - 秋吉線ダイヤ改正が行われ、美東病院に乗入・美東病院乗入に伴い、｢美東病院前｣停留所は｢紅葉橋｣停留所に名称変更。
  - 11月25日 - 利用者の低迷に伴い、山口駅～山口宇部空港連絡バスを廃止
  - 12月1日 - 2018年7月西日本豪雨復旧のため、代替輸送をしていた｢ニューブリーズ｣｢京浜吉備ドリーム｣｢瀬戸内エクスプレス｣の運行を再開
- 2019年（平成31年・令和元年）
  - 2月20日 - 山口県内の路線バスにバスロケーションシステム導入・運用開始[8]
  - 3月16日 - 西条線及び防長線ダイヤ改正　本改正により、西条線に新規停留所（｢芸陽バス前｣｢西条西本町｣）を設置及び防長線新山口駅～山口駅間廃止
  - 4月1日 - 広浜線｢文教女子大前｣停留所を｢広島文教大学入口｣停留所に名称変更及びグリーンフェニックスダイヤ改正
  - 7月8日 - 広島エキキタ支店開設
  - 10月1日 - めいぷるーぷブルールート（広島駅新幹線口～広島港(宇品)～紙屋町～原爆ドーム前～平和公園前～並木通り入口～広島駅新幹線口）新規開業　あわせて、めいぷるーぷのこの路線のみ、広島電鉄及び広島バスと共同運行
  - 11月 - 令和元年東日本台風（台風19号）の災害復旧支援のため、両毛線代行バス応援として広島支店配置の路線バス車両3台を派遣。
  - 12月13日 - 西日本ジェイアールバスと共同運行で百万石ドリーム広島号（富山･金沢･福井～岡山･広島）運行開始
- 2020年（令和2年）
  - 4月1日 - ももたろうエクスプレス・瀬戸内エクスプレスダイヤ改正
- 2021年（令和3年）
  - 3月13日 - 光線・防長線・秋吉線ダイヤ改正
  - 3月20日 - 光線・防長線・秋吉線にICOCAを導入
  - 4月1日 - 広浜線ダイヤ改正
  - 11月1日 - 西条線道照停留所廃止
- 2022年（令和4年）
  - 11月 - 島根支店浜田営業所を広島支店に移管し、浜田派出所に格下げ。所属車両は広島支店と島根支店に移り、当所は乗務員の詰所及び夜間の停泊所になる
  - 11月1日 - この日より広島市内中心部を走るバスの190円均一運賃のエリアが拡大され、運賃を220円に変更した[9][10]。

- 2023年（令和5年）
  - 4月 - 期間限定運行のめいぷるーぷ(ブルールート)が運行終了
  - 4月1日 - 広浜線、全区間廃止し路線は広島交通（可部駅〜千代田インター）大朝交通（千代田インター〜大朝）に移管[11][12]
- 2024年（令和6年）
  - 2月26日 - 賃貸契約満了に伴い、本社を広島市南区京橋町から広島市西区横川町3-2-47（横川駅構内、元・JRバス横川駐車場）に建設された自社ビルに移転[13]。広島市東区二葉の里3-1-39の広島エキキタ支店も本社ビル内に機能を移転し、廃止。
  - 3月31日 - この日限りで周防営業所を廃止し、光・下松線等同営業所の事業から撤退[14][15]。なお、払い戻し等対応のため、窓口業務のみ4月14日まで継続[16]。
  - 9月1日 - 商号を「JRバス中国株式会社」に変更[17]。
  - 11月21日 - 東京〜広島間にグランドリームエクスプレス広島号運行開始（運用の都合上、東京発は翌22日から）
- 2025年（令和7年）
  - 2月1日 - この日より広島地区乗合バスの初乗運賃を200円とし、広島市内中心部を走るバスの220円均一運賃のエリアが拡大され、運賃を240円に変更した[18]。
  - 3月30日（予定） - この日から広島支店管内一般路線バスで交通系ICカードICOCAのサービスを開始（前日限りで交通系ICカードPASPYがサービス終了することに伴う措置）[19]。

## 事業所

### 本社・支店・営業所（車庫）
| 営業所             | 所在地                        | 備考                                                                       |
| ------------------ | ----------------------------- | -------------------------------------------------------------------------- |
| 本社               | 広島市西区横川町3丁目2番47号  |                                                                            |
| 広島支店           | 広島市安佐北区落合南6丁目1-2  | 開所当時は広島市東区二葉の里3丁目                                          |
| 広島支店高陽車庫   | 広島市安佐北区倉掛3丁目2-1    |                                                                            |
| 広島支店呉泊所     | 広島県呉市宝町                |                                                                            |
| 広島支店浜田派出所 | 島根県浜田市浅井町115         | 開所当時は広島自動車営業所浜田派出所→川本営業所浜田支所→島根支店浜田営業所 |
| 東広島支店         | 広島県東広島市黒瀬町南方806-1 |                                                                            |
| 東広島支店西条車庫 | 広島県東広島市西条大坪町7     |                                                                            |
| 山口支店           | 山口市惣太夫町3-8             |                                                                            |
| 山口支店萩泊所     | 山口県萩市椿                  |                                                                            |
| 山口支店秋吉泊所   | 山口県美祢市秋芳町秋吉        |                                                                            |
| 島根支店           | 島根県出雲市駅南町1丁目8      | 開所当時は島根県出雲市駅北町                                               |
| 島根支店神戸駐車場 | 神戸市中央区神戸空港          | ポート・レイク専用                                                         |
| 岡山支店           | 岡山市北区撫川1460            |                                                                            |

#### かつて存在した支店・営業所（車庫）
※地名は営業当時のものを記す。
- 岡山営業所倉敷派出所（開所当時は倉敷営業所） - 岡山県倉敷市

2003年4月 - 両備線倉敷駅乗り入れ廃止と同時に廃止
- 岡山営業所矢掛派出所 - 岡山県矢掛町

1999年1月 - 矢掛線廃止と同時に廃止
- 海田市営業所 - 広島県広島市安芸区船越南3丁目2-36

1998年2月3日 - 広島営業所と統合と同時に廃止
- 浜田営業所川本支所（開所当時は川本営業所） - 島根県邑智郡川本町川本264-5

2003年3月 - 川本線・川本北線廃止と同時に廃止
- 周防営業所六日市支所（開所当時は岩国営業所六日市派出所） - 島根県鹿足郡六日市町有飯

2000年6月 - 岩益線廃止と同時に廃止
- 周防営業所岩国支所（開所当時は岩国営業所） - 山口県岩国市錦見6丁目14-34

2000年6月 - 岩益線廃止と同時に廃止
- 山口営業所秋吉支所（開所当時は秋吉営業所） - 山口県美祢市

1998年5月 - 廃止
- 田所営業所 - 島根県邑智郡瑞穂町
- 島根支店浜田営業所 - 島根県浜田市浅井町

2022年-広島支店浜田派出所に格下げ
- 出雲営業所赤名支所（開所当時は出雲営業所赤名派出所） - 島根県飯石郡赤来町

2003年4月 - 雲芸線廃止と同時に廃止
- 広島営業所大朝支所→大朝泊所 - 広島県山県郡北広島町大朝2486-1

2023年4月1日 - 広浜線廃止と同時に廃止
- 鈴張泊所 - 広島市安佐北区安佐町鈴張

2023年4月1日 - 広浜線廃止と同時に廃止
- 周防営業所大島支所（開所当時は大島営業所） - 山口県大島郡周防大島町

2007年10月 - 大島線廃止と同時に廃止
- 広島エキキタ支店 - 広島県広島市東区二葉の里3-1-39

2019年7月8日 - 開設
2024年2月26日 - 支店機能を広島市西区横川町の本社ビル内に移転したため廃止
- 広島支店広島駅営業所 - 広島県広島市東区二葉の里3-1-39
- 山口支店周防営業所 - 山口県光市虹ヶ浜1丁目7-26（開所当時は光営業所・旧住所は山口県光市虹ヶ浜1丁目4-15）

2024年3月31日 - 光・下松線等の廃止と同時に廃止（窓口業務は同年4月14日まで営業）

### 窓口
バスツアーなどの旅行業をあわせて扱う「スワロートラベル」（中国ジェイアールバスの旅行業部門）と、一般発券窓口の2種類が存在する。
- スワロートラベル（本社・支店併設は割愛）
  - 出雲店 - 島根県出雲市駅北町10-3（出雲市駅）
- 一般発券窓口
  - 山口駅
  - 大朝駅（自動車駅）
  - 岡山駅西口バスセンター
  - 広島新幹線口きっぷうりば（観光案内所）
  - セブンイレブン ハートイン浜田駅前店(高速広浜線の乗車券、往復乗車券及び回数券のみ販売)

#### かつて存在した窓口
- スワロートラベル広島店 - 広島市南区松原町1-21（広島駅新幹線口2階）[20]
- 岡山駅前店 - 岡山県岡山市北区本町3-6　桃太郎プラザ1階
- 乃美尾駅 - 広島県賀茂郡黒瀬町（現・東広島市）
- 浜田駅 - 島根県浜田市（発売業務はJR西日本社員が担当。中国ジェイアールバスの社員は配置されていなかった）
- 石見今市駅 - 島根県那賀郡旭町（現・浜田市）今市
- 三刀屋駅 - 島根県飯石郡三刀屋町（現・雲南市）
- 赤名駅 - 島根県飯石郡赤来町（現・飯南町）
- 掛合駅 - 島根県飯石郡掛合町（現・雲南市）
- 六日市駅- 島根県鹿足郡六日市町（現・吉賀町）
- 田所駅 - 島根県邑智郡瑞穂町（現・邑南町）
- 石見川本駅 - 島根県邑智郡川本町
- 矢上駅 - 島根県邑智郡石見町（現・邑南町）
- 錦町駅 - 山口県玖珂郡錦町（現・岩国市）
- 新山口駅新幹線口 - 山口県山口市
- 周防久賀駅 - 山口県大島郡周防大島町
- 周防広瀬駅 - 山口県玖珂郡錦町（現・岩国市）

## 路線

### 高速バス
詳細な運行案内は各記事および#外部リンクの中国ジェイアールバスサイトを参照。

#### 首都圏方面
- スサノオ号（出雲・松江 - 渋谷・東京）
- グランドリームエクスプレス広島号（広島 - 東京）
- 青春ドリーム岡山・広島号（広島・岡山 - 横浜・東京）

#### 名古屋方面
- 出雲・松江・米子ドリーム名古屋号（出雲・松江・米子 - 名古屋）

概要
- 名古屋と山陰地方を結ぶ唯一の高速バス路線で、1日1往復運行。トイレ付きで独立3列シートのスーパーハイデッカーを使用し、座席指定制である。2021年7月からスサノオ号で使用していたグランドリーム仕様車が使用され、2024年8月からは元ジェイアール東海バスの三菱ふそう・エアロキングが導入された。
- かつて運行されていた寝台特急「出雲」において285系電車化に伴い、下りは名古屋から山陰方面への直通利用が出来なくなった為にそれらの救済処置として設定された。
- 島根支店が担当。名古屋での運行支援業務はジェイアール東海バス（名古屋支店）が行っている。
- 全区間ワンマン運行。勝央サービスエリアにて乗務員交代を行う。

運行経路
出雲市駅 - 斐川インター - （山陰自動車道） - 宍道（山陰道） - 玉造（山陰道） - （山陰自動車道） - （松江西IC） - 松江駅 - （松江中央IC） - （山陰自動車道） - （米子西IC） - 米子駅 - （米子中IC） - （山陰自動車道） - （米子自動車道） - （中国自動車道） -  （岡山自動車道)  - （山陽自動車道)  -  （中国自動車道)  -（名神高速道路） - （新名神高速道路） - （東名阪自動車道） -  （名古屋高速)  -  名古屋駅（上り便到着は広小路口、下り便発車は名古屋駅新幹線口）
- 蒜山高原SA、勝央SA、赤松PA、甲南PA、大山田PAで休憩を行うが、上り便・下り便共に解放休憩は最初の休憩箇所のみで行う。

路線沿革
- 2004年（平成16年）9月10日 - 出雲・松江ドリーム名古屋号（いずも・まつえドリームなごやごう）として運行開始。
- 2008年（平成20年）11月1日 - 運行経路を新名神高速道路 - 東名阪自動車道経由に変更。
- 2009年（平成21年）10月1日 - 「岩塚駅前」バス停への停車を開始、女性専用席を設置（栄バスターミナル始発であったが、名古屋駅始発に変更となっている）。
- 2010年（平成22年）12月9日 - 「斐川インター」バス停への停車を開始。名古屋駅のりばが桜通口から新幹線口（太閤通口）に変更。
- 2012年（平成24年）3月17日 - 「米子駅」経由となる。これに伴い、愛称を「出雲・松江・米子ドリーム名古屋号」（いずも・まつえ・よなごドリームなごやごう）に変更。
- 2017年（平成29年）12月1日 - 「岩塚駅前」バス停への停車を取り止め通過となる。
- 2020年（令和2年）
  - 4月20日 - 新型コロナウイルス感染拡大の影響により、この日の出雲市出発便より（名古屋出発便は翌4月21日より）6月11日まで運休。
  - 6月12日 - 運行再開。

- 2021年（令和3年）
  - 6月1日 - 名古屋駅の降車場所を広小路口から新幹線口に変更

- 広島ドリーム名古屋号（広島・三次 - 名古屋）

#### 北陸方面
- 百万石ドリーム広島号（広島・岡山 - 福井・金沢・富山）

概要
- 中国地方と北陸地方を結ぶ唯一の高速バス路線で、1日1往復運行。「グランドリーム号」車両を使用し、座席指定制である。
- 2019年（令和元年）12月13日、西日本ジェイアールバスとの共同で運行開始。
- 全区間ワンマン運行。西日本ジェイアールバス京都支店京都営業所にて乗務員交代を行う。

#### 関西方面
- グラン昼特急出雲号・グランドリーム出雲号/ドリーム出雲号（出雲・松江 - 大阪・京都）
  - 2023年9月30日までは出雲エクスプレス大阪京都号・出雲ドリーム大阪京都号、同年1月31日までは出雲エクスプレス京都号として運行[26]。2020年9月30日までは出雲縁結びドリーム京都号も運行されていた[27]。
    - 京都駅(烏丸口) - （名神高速道路 - 阪神高速11号池田線）- 大阪駅JR高速バスターミナル  - （阪神高速11号池田線 - 大阪府道2号大阪中央環状線 - 中国自動車道 - 米子自動車道 - 山陰自動車道） -  松江駅  - （山陰自動車道） - 宍道 - （山陰自動車道） - 斐川インター - （国道9号・国道184号） - 出雲市駅 → 出雲大社（京都発夜行便のみ）
- 浜田道エクスプレス号（益田・江津・浜田 - 大阪）
  - 江津線（2号・3号）
    - 大阪駅JR高速バスターミナル - (大阪行)梅田ランプ - (浜田行)福島ランプ -（阪神高速11号池田線） - 中国池田インター ‐（中国自動車道） - 三次駅 - 千代田インター - （中国自動車道） - （浜田自動車道） - 大朝インター - 瑞穂インター - 重富 - 旭インター - 金城 - 浜田駅 -  （国道9号） - 東青山 - 江津駅

  - 益田線（1号・4号）
    - 大阪駅JR高速バスターミナル - （江津線と同経路） - 浜田駅 - (浜田道路) ‐ (浜田三隅道路) ‐ 三隅（みすみ荘前）-  （国道9号）  - 益田駅

昼行便で、上記2系統が1往復ずつ。広島支店浜田派出所が運行を担当し、大阪での予約・発券・運行支援業務は西日本ジェイアールバスが担当。
※三次駅 - 江津駅 / 益田駅間のみの利用はできない。
※上り便は赤松PA、勝央SA、七塚原SAで、下り便は加西SA、大佐SA、本郷PAで各10分間休憩
歴史
- 2002年（平成14年）12月21日 - 江津線2往復を運行開始。
- 2003年（平成15年）10月3日 - 益田線1往復を運行開始。
- 2005年（平成17年）7月15日 - 高田IC横の道の駅北の関宿安芸高田に停車開始。およそ5年ぶりに安芸高田市内（高田郡内）から大阪への直行高速バスが復活。
- 2010年（平成22年）8月12日〜8月18日 お盆の期間限定で、大阪駅桜橋口と浜田駅間で夜行便が各日1往復運転された（名称は、浜田ドリーム号）。
- 2011年（平成23年）6月1日 - 江津線2往復のうち1往復が浜田駅止めとなり、残る1往復もUSJ乗り入れ廃止。
- 2012年（平成24年）7月14日 - 浜田線を減便。江津線・益田線各1往復（計1日2往復）となる。
- 2016年（平成28年）10月1日 - ダイヤ改正。三次インターに停車
- 2017年（平成29年）12月22日 - 運賃改定
- 2021年（令和3年）
  - 5月21日 - 運行車両を4列シート（後方トイレ付き）から3列シート（中トイレ付き）に変更 ※浜田道エクスプレス1号は運行の都合上、翌22日から
  - 6月1日 - 運賃改定
  - 10月1日 - ダイヤ改正

- 2022年（令和4年）10月1日 - 1往復を京都駅まで延伸
- 2023年（令和5年）
  - 2月1日 - ダイヤ改正
  - 10月1日 - ダイヤ改正。京都駅及び高田インター乗入れを廃止し、三次インターと都野津停留所を三次駅と東青山停留所に変更

- 吉備エクスプレス大阪号（岡山・赤磐 - 大阪）
- 広島エクスプレス大阪号・広島ドリーム大阪号（広島 - 大阪）
  - 2023年9月30日まではグラン昼特急大阪京都号・グランドリーム大阪京都号・青春昼特急大阪京都号・青春ドリーム広島号として運行
- ポートレイク号（出雲・松江 - 神戸）

#### 中国・四国方面
- 高松エクスプレス広島号（広島 - 高松）
- サンサンライナー（広島 - 岡山）
- ももたろうエクスプレス（岡山 - 米子・松江・出雲）

#### 九州方面
- 出雲ドリーム博多号（出雲・松江・雲南 - 小倉・福岡）
- 広福ライナー・広島ドリーム博多号（広島 - 福岡）
- 福岡・山口ライナー（山口・宇部 - 福岡）
- 鹿児島ドリーム広島号（広島・山口 - 鹿児島）※期間限定運行
- ハウステンボスエクスプレス号（広島- ハウステンボス）※期間限定運行

#### 県内便
- エアポートリムジン（広島駅新幹線口 - 広島空港）
- エアポートリムジン（平和大通り - 広島バスセンター - 中筋駅 - 広島空港）
- 西条エアポートリムジン（西条駅北口 - 広島空港）

### 準高速バス
中国ジェイアールバスでは、「系統の距離が50km以下」「高速道路走行区間が路線長の半分以下」という路線を準高速バスと位置づけており、以下の路線は準高速バス扱いになっている。
- みこと号（出雲 - 広島）
- いさりび号（広島 - 浜田）
- クレアライン（広島 - 呉）
- スーパーはぎ号（新山口駅 - 萩・明倫センター - 東萩駅）

### 特急バス
- モーニング特急（防府駅→山口駅→湯田温泉通→山口大学）平日1便運行

### 廃止・撤退路線（高速・特急便）
- 赤いくつ号（広島 - 横浜）
- いわみエクスプレス（津和野 - 東京）
- 播備ライナー（岡山 - 姫路）
- 徳島岡山エクスプレス（倉敷・岡山 - 徳島） ※共同運行から撤退。現・リョービエクスプレス徳島(両備バス)
- 瀬戸大橋特急線（岡山・倉敷 - 高松・琴平）
  - 中国ジェイアールバス初の高速路線だったが、1991年に撤退（共同運行5社の中で初めて）、路線自体も1993年に廃止。
- キララエクスプレス（広島 - 松山）
- 福岡・岡山ライナー（岡山 - 福岡）
- 広島 - 津和野
- 広島蒲刈線（広島 - 呉 - 蒲刈） ※豊島大橋開通を機に系統整理・路線延長の上 さんようバスが運行を引き継ぎ、 広島 - 蒲刈・豊浜・豊線として運行中
- メイプルハーバー（広島・福山 - 横浜） ※共同運行から撤退。
- ローズライナー（広島 - 福山） ※共同運行から撤退、路線自体は存続中
- ふくふく東京号・ドリームふくふく号（下関 - 東京）
  - ジェイアールバス関東の撤退を受けて同社の運用を引き継ぐ形で運行開始、路線廃止まで運行を行った。
- ヴィーナス号（昼行）・サザンクロス号（夜行）（広島 - 大阪 <なんば>） ※共同運行から撤退、路線廃止まで広島側の予約・発券を継続した。
- ふくふく広島号（広島 - 宇部・下関）
- 浜田ドリーム福岡号（福岡 - 益田・浜田・江津）
  - 山陰本線の特急「いそかぜ」が廃止となり、山陰西部と九州を結ぶ交通機関が消滅したことを受けて2005年10月7日に運行開始[32]。
  - 博多駅交通センターと江津駅間を夜行で1往復した。途中停車箇所は、小倉南IC、益田駅、三隅、浜田駅、都野津[32]。福岡県内のみ、島根県内のみの利用は不可であった。
  - 利用不振により、わずか半年後の2006年4月9日に運行終了。
- 銀山号（広島 - 石見川本 - 大田市）※準高速バス。イワミツアー・石見交通「石見銀山号」として存続。
- 江の川号（広島 - 因原駅 - 江津）※準高速バス
- 広島昼特急京都号（昼行）・広島ドリーム京都号（夜行）（広島 - 京都）※大阪発着の「山陽道昼特急広島号」などと系統統合
- 福岡・防府・周南ライナー（光・徳山 - 福岡）※共同運行から撤退、路線自体は存続中
- はぎ号（新山口 - 山口 - 萩）※特急バス
- ノンストップつわの号（新山口 - 津和野）※特急バス
  - JR山口線の長期運休に伴い、新山口駅新幹線口と津和野駅を直通する特急バスとして2013年11月16日運行開始[33]。JR山口線復旧に伴い、2014年8月22日運行終了。
- 岡山エクスプレス津山号（岡山 - 津山） - 2017年11月30日をもって撤退。
- 呉エクスプレス大阪号（昼行）・呉ドリーム大阪号（夜行）（呉 - 神戸・大阪）
- 新山口駅新幹線口 - 湯田温泉通 - 山口駅
- 京浜吉備ドリーム号（倉敷・岡山・赤磐 - 横浜・東京） - 2021年8月1日廃止[34]。
- くにびき号（出雲・松江 - 大阪（阪急梅田）） - ※2023年2月1日をもって共同運行から撤退、路線自体は存続中
- ニューブリーズ号（広島・西条 - 新宿・東京） - ※2023年4月1日をもって廃止。
- グリーンフェニックス

広島市と東広島市の広島大学とを結ぶ。平日の午前の広島バスセンター発、平日大坪通発の午前の便を除き、1～2時間間隔で運行している。以前はダイヤ改正の度に増便していたが、近年は減便傾向であるが、2024年3月31日の運行をもって廃止。
志和IC経由広島大学線
（広島バスセンター - 中筋駅） - （志和流通団地前 - 広島大学構内 - 江熊 - 大坪通）
西条IC経由広島大学線
（広島バスセンター - 中筋駅） - （大坪通 - 江熊 - 広島大学構内 - 山中池（終着））
- 上記のいずれも、（停留所 - 停留所）で囲まれた中の相互で乗降はできない。
- 広島大学構内は広大中央口→広大西口→大学会館前→山中池の順に停車。
- 以前は広島駅発着便や広島大学より先、広島国際大学へ直通する便、横川駅・中緑井経由便、市飯田止めの深夜便(国際大学経由しない)、広島高速2号線・広島熊野道路経由の広島国際大学行きなどもあったが、いずれも全て廃止されている。

### 一般路線バス
現在、一般路線は、広島県（広島地区及び東広島地区）・山口県のみ。島根県・岡山県は2003年3月で大部分が撤退し、岡山県の清心学園スクールバスが残存していたが、2016年3月で撤退した。なお、発足当初から鳥取県・広島県（福山地区）には一般路線は存在しない。
詳細な運行案内は#外部リンクの中国ジェイアールバスサイトを参照。
- （停留所名）は一部の便のみ停車。<停留所名/停留所名>はどちらかを経由。

#### 現行路線

##### 広島県
西条本線
西条駅を中心として、広島大学など東広島市内の主要施設とを結ぶ路線。国道375号線を経由して呉市内に向かう路線もある。路線沿いには県立賀茂高校、西条農業高校、黒瀬高校、広島国際大学、広島文化学園大学、広高校、呉工業高校があるため朝と夕方は混雑する。呉地区では広電バスの路線と競合しており、JRバスが停車しない広電バス単独のバス停がある（例えば阿賀駅前は停車しない）。呉市内では「快速便」扱いになる。
PASPY定期券は広電バス・芸陽バスとの並行区間で相互利用可能となっている。
- 西条駅 - <西条昭和町 - 中央図書館/西条栄町 - 下見> - 広島大学（西条昭和町経由便は循環運行・下見経由便（全便JRバス担当）は午前は西条駅→広島大学便のみ、午後はその逆）
- 急行 西条駅 - 中央図書館 - 広島大学（土曜休日は全便運休・午前は西条駅→広島大学便のみ、午後はその逆・全便JRバス担当）
- 東広島駅 - 三升原（東広島駅行きのみ停車） - 東広島運動公園 - 広島大学（土曜休日は全便運休）
- 八本松駅南口 - 下見大池 - 広島大学（循環・休日は全便運休）

※以上4路線は芸陽バスと共同運行。ただし、下見経由便・下見・下見大池・郷田経由広島国際大学線で芸陽バスが経由しないJRバス単独のバス停（尾形 - 鴻の巣間）は共通定期券制度の対象外となる。
- 西条駅 - 西条栄町 - 市田橋 - 寺家駅前 - 東広島医療センター
- 西条駅 - 西条昭和町 - 中央図書館 - 御薗宇 - サイエンスパーク（土曜休日は全便運休）

※平日ダイヤ朝下り1便と夕方上り3便のみ。西条駅 - 御薗宇間は、サイエンスパーク行きは乗車のみ、西条駅行きは降車のみの扱いとなる。
- 西条駅 - 西条栄町 - 下見 - 下見大池 - 広島大学 - 郷田 - 樋ノ詰橋 - 賀茂医療センター口 - 乃美尾 - 広島国際大学

※西条東 - 下見大池間で芸陽バスが経由しないJRバス単独のバス停（尾形 - 鴻の巣間）は共通定期券制度の対象外となる。
- 西条駅 - 西条昭和町 - 卯之留 - 東広島駅 - 三升原 - 樋ノ詰橋 - 賀茂医療センター口 - 乃美尾 - （庚） - 広島国際大学

※中央公園前・西条昭和町 - 早稲木地蔵前間でJRバスが経由しない芸陽バス単独のバス停（ゆめタウン東広島前 - フジグラン前間）、芸陽バスが経由しないJRバス単独のバス停（助実 - 道照間）、ゴルフ場入口 - 東広島駅間でJRバスが経由しない芸陽バス単独のバス停（三永三丁目・三永二丁目）は共通定期券制度の対象外となる。
- 西条駅 - 西条栄町 - 卯之留 - 御薗宇 - 西条農高前 - 三升原 - 樋ノ詰橋 - 賀茂医療センター口 - 乃美尾 - （庚） - （広島国際大学） - 市飯田 - （広島文化学園大学） - （広駅） - 呉駅前

※広島国際大学発着便、広駅発着便あり。
- 賀茂医療センター前 - 賀茂医療センター口 - 乃美尾 - （庚） - （広島国際大学） - 市飯田 - （広島文化学園大学） - （広駅） - 呉駅前

※広駅発着便あり。
雲芸南線

##### 山口県
防長線（防長本線）
秋吉線
- 山口駅 - 中尾口 - 秋芳洞 - 秋吉
- 秋芳洞→黒谷口→秋吉台→秋芳洞（土日休日及び夏期のみ運行）

#### 廃止・撤退路線（一般路線バス）
国鉄バス時代の廃止路線を含む。

##### 岡山県
- 両備線（両備本線）：岡山駅 - 倉敷駅 - 矢掛駅
  - 中庄駅 - 川崎医大前 - 清心学園前
  - 茶屋町線：倉敷駅 - 茶屋町駅

岡山県共通バスカードが利用可能だったが、2008年10月1日の同カード廃止に伴い、取扱終了となった。またHarecaの導入予定はなかった。

##### 広島県・島根県
- 雲芸線（雲芸本線）：出雲市駅 - 三刀屋バスセンター - 赤名（赤来町） - 三次駅
  - 松江線：松江駅 - 里熊橋 - 三刀屋
  - 里熊線：木次駅 - 里熊橋 - 三刀屋
  - 雲芸南線：研創入口 - 上井原 - 三次駅
- 川本線（川本本線）：大朝町 - 因原インフォメーションセンター - 石見川本駅
  - 川本北線：石見川本駅 - 江津駅・大田市駅
  - 温泉津線：川本大橋 - 温泉津
  - 三原線：川本大橋 - 石見三原 - 石見川本
  - 高原線：石見川本 - 石見高原 - 田所（田所道の駅）
  - 久喜線：出羽 - 喜教寺口
  - 江津線：日貫 - 江津
  - 羽須美線：石見高原 - 口羽
- 安芸線・安芸南線：広島駅 - 海田 - 海田市駅 - 坂町 - 呉駅
  - 広島バスセンター - 八丁堀 - 広島駅 - 向洋駅前 - 海田 - 海田市駅（→広島電鉄）
  - 広島バスセンター - 八丁堀 - 広島駅 - 向洋駅前 - 海田 - 矢野大浜 - 済生会広島病院・フジグラン安芸（→芸陽バス）
  - 海田市駅 - 〈日本フード前/矢野大浜〉 - 済生会広島病院・フジグラン安芸（→芸陽バス）
  - フジグラン安芸・済生会広島病院 - 坂駅前 - 坂横浜 - 鯛尾 - 坂植田 - 水尻 - 小屋浦一丁目（→坂町循環バス）
  - 小屋浦一丁目 - 呉ポートピア（廃止）
  - 天応福浦 - 呉ポートピア - 大屋橋 - 狩留賀 - 吉浦駅前 - 呉駅前 - 阿賀駅前 - 広交叉点 - 広駅前 - 東のりば（→呉市交通局→広島電鉄）
  - 横川駅 - 広島駅 - 海田 - 海田新開
  - 横川駅 - 広島駅 - 海田 - 東部流通団地
  - 横川駅 - 広島駅 - 海田 - 坂鯛尾
- 西条本線
  - 呉駅前 - 阿賀駅前 - 広交叉点 - 上石内 - 郷原 - 兼広 - 広島国際大学（→呉市交通局→広島電鉄）
  - 東広島駅 - 宮本谷 - 広島大学
- 広浜線（広浜本線）：広島駅新幹線口 - 広島駅 - 広島バスセンター - 横川駅 - 可部駅 - 勝木 - 広島北インター - 千代田町 、大朝町 - 瑞穂町 - 浜田駅
  - 上大塚 - 瑞穂IC入口
  - 瑞穂IC - 瑞穂IC入口 -  今市（→石見交通→浜田市営バス）
  - 雲城線：雲城口 - 雲城
  - 柚根線：久佐郷口 - 浄光寺前
  - 木田線：石見柳（旭インター入口） - 木田
  - 日貫線：戸川口 - 日貫
  - 和田線：石見今市 - 中戸川
  - 美又線：美又温泉口 - 美又転向場
  - 美和線：大朝 - 安芸美和
  - 広島駅 ｰ 大朝駅 (可部駅前ｰ八重有馬間は広島交通、千代田インター - 大朝間はホープバスにそれぞれ移管)
- 広益線（広益本線）：広島駅 - 岩国駅 - 錦町駅 - 六日市町 - 津和野駅・益田駅
  - 五味線：五味 - 周防大久保
  - 坂上線：岩国 - 坂上 - 鮎谷

島根県内の路線では島根県共通バスカードが利用可能だったが、全区間廃止に伴い、取扱終了となった。

##### 山口県
- 秋吉線：厚狭駅 - 美祢駅 - 秋吉
- 山口宇部空港連絡バス 山口駅 - 湯田温泉通 - （山口宇部道路） - 山口宇部空港
2011年8月12日運行開始（2012年3月末までの運行予定だったが、2018年11月25日まで運行を継続し、同日をもって廃止[36]）
- 岩益本線
  - （急行）広島センター - 岩国駅 - 新岩国駅 - 広瀬出合橋 - 六日市 - 日原 - 津和野
  - （急行）広島センター - 岩国駅 - 新岩国駅 - 広瀬出合橋 - 六日市 - 益田
昭和63年11月廃止
  - 御庄橋 - 新岩国
  - 天尾口 - 二鹿上
  - 本郷口 - 河山（→岩国市営美川バス→岩国市生活交通バス）
  - 出合橋 - 錦中学校前（→岩国市営錦バス→岩国市生活交通バス）
  - 錦町 - 錦中央病院前（→岩国市営錦バス→岩国市生活交通バス）
  - 五味 - 周防大久保（→岩国市営錦バス→岩国市生活交通バス）
  - 木部谷橋 - 石見中間
  - 錦中学校前 - 錦町駅 - 出合橋 - 五味 - 下出市 - 六日市駅（普通便）（→岩国市営錦バス→岩国市生活交通バス）
  - 六日市駅 - 立戸 - 朝倉坂折 - 上七日市 - 下七日市 - 石見田丸 - 柿木南口 - 木部谷橋 - 柿木 - 新畑 - 左鐙 - 畳 - 共存病院前 - 日原駅（普通便）（→六日市交通）
- 高根線（→岩国市営錦バス→岩国市生活交通バス）
  - 下出市 - 寂地登山口
  - 錦中学校前 - 羅須
  - 錦中学校前 - 高根
  - 錦中学校前 - 羅漢高原
  - 高根 - 柱ヶ瀬
  - 向峠口 - 向峠
- 本郷線（→岩国市営らかん清流バス→岩国市生活交通バス）
本郷口 - 周防本谷
- 坂上線（→岩国市営美和バス→岩国市生活交通バス）
  - 坂上本線
    - 西栄 - 小郷橋
- 秋中線
  - 鮎谷 - 秋中釜ヶ原
- 賀見畑線
  - 下畑出合 - 周防片山
- 須金線（→岩国市営錦バス→岩国市生活交通バス）
  - 須金農協前 - 合ノ本・根笠
- 光線
  - 光駅 - 岩狩（現在一部は防長交通が運行。岩狩の転回場は、トラック運送会社の車庫となっている）
  - 光駅 -  田布施駅（現在光市内は光市営バスが代替して岩田駅まで運行。田布施町内は代替なし）
  - 岩国駅-（大畠経由）-室積
  - 柳井駅 - 田布施駅 - 戸仲
  - 光駅前 - 島田市 - 光市役所前 - 西新開 - 室積 - 江の浦 - かんぽの宿光
  - 光駅前 - 島田市 - 光市役所前 - 西新開 - 千坊台 - 西新開 - 室積 - 江の浦 - かんぽの宿光
  - 光駅前 - 島田市 - 光市役所前 - 西新開 - 千坊台 - 西新開 - 光市役所前 - 島田市 - 光駅前
- 光・下松線（光本線）

光海軍工廠への通勤客輸送を目的に1942年に開設された省営バスを前身とする。
光駅から国道188号・山口県道146号室積公園線を通り室積地区へと至る。派生路線も多く設定されており、国道をさらに西進し、下松方面へ至る便や光駅のロータリーに入らず駅北口を経由して光市立光総合病院へ至る便、光高校下バス停を経由し山口県立光高等学校への通学の便宜を図る便がある。また室積側では大半の便が室積公園口まで運行するが、夜間の一部便は途中の室積止まりとなる。
大半の区間は防長交通の徳山駅前 - 柳井駅前線 快速便と重複しており、JRバスのみ停車するバス停が存在する。
20年以上赤字が続いており、収支改善策の一環として2024年3月31日（2023年度末）限りの廃止が決定した。代替交通機関については光市及び下松市と協議を行うという。その後2024年3月8日、光駅・光総合病院 - 室積公園口間の路線に関しては既存の徳山駅前 - 柳井駅前線と組み合わせる形で防長交通に、ひかりぐるりんバスに関しては周南近鉄タクシーに移管されることが発表された。
- - 下松タウンセンター前 - 下松駅前 - 光駅前 - 島田市 - 光市役所前 - （光高下） - 西新開 - 室積 - 室積公園口
    - 平日朝の通勤時間帯に光駅前→室積公園口の快速便が1本運行される。

  - 光総合病院 - 光駅北口 - 島田市 - 光市役所前 - 西新開 - 室積 - 室積公園口
    - 光総合病院～室積公園口間は2019年5月7日から運行
- 大島線（大島本線）：柳井駅・大畠駅 - 周防大島町
- 周防ライナー
  - 光警察署前 -（山陽自動車道）- 湯田温泉
  - 光市役所 - （正門町経由） - 光警察署（朝一便、片道のみ運行）
  - 東光寺 - 徳山駅

### コミュニティバス

#### 現行路線

##### 広島県
のんバス
東広島市西条地区で運行される。芸陽バスと共同受託。

黒瀬さくらバス
東広島市黒瀬地区で運行される。2014年（平成26年）6月運行開始。地域が運行主体となっている。
専用のマイクロバス（トヨタ・ハイエースコミューター）が使用される。
- 1 長貫 - 黒瀬ハイツ - 北平団地 - 板城郵便局 - 宗近団地 - ショージ前 - 黒瀬高校前 - 支援学校前 - 黒瀬文化会館前 - 市之堂 - 乃美尾八幡神社前 - 田津原橋 - 黒瀬支所 - 上保田 - 北上保田 - 楢原中央 - 楢原 - 黒瀬支所

※水曜日のみ運行（祝日の場合は運休）。
- 2 長貫 - 岩谷口 - 黒瀬ハイツ - 下組ポンプ庫 - 乃美尾八幡神社前 - 広島国際大学 - 北上保田 - 楢原中央 - 楢原 - 黒瀬支所

※火曜日のみ運行（祝日の場合は運休）。
- 3 八畝ヶ畑集会所 - 黒瀬中学校前 - 梅原前 - 北上保田 - 楢原中央 - 楢原 - 黒瀬支所

※木曜日のみ運行（祝日の場合は運休）。
- 4 長尾前 - 市飯田 - 兼広 - 西楢原 - 楢原中央 - 北上保田 - 上保田 - 黒瀬支所

※月曜日・金曜日のみ運行（祝日の場合は運休）。
- 5 サニーハイツ東口前 - 庚 - 切田が丘二丁目 - 兼広 - 西楢原 - 楢原中央 - 北上保田 - 上保田 - 黒瀬支所

※月曜日・金曜日のみ運行（祝日の場合は運休）。
- 6 権現橋 - 古畑 - 五月橋 - 下黒瀬 - 兼広 - 西楢原 - 楢原中央 - 黒瀬生涯学習センター - 北上保田 - 上保田 - 黒瀬支所

※火曜日・木曜日のみ運行（祝日の場合は運休）。

### 廃止・撤退路線（コミュニティバス）
- ひかりぐるりんバス（西日本バスネットサービスが受託運行）

### 広島市内観光バス
中国ジェイアールバスでは、広島市内観光バス として、市内を循環する路線バス1系統（3路線）を運行している。

#### めいぷる〜ぷ
ひろしま観光ループバス「ひろしま めいぷる〜ぷ」は、広島駅新幹線口を拠点に市内の主要観光地を循環する路線バス。レモンルート、グリーンルート、オレンジルートの3ルートあり、いずれのルートも世界遺産「原爆ドーム」と平和記念公園を経由する。
レモンルート（平和公園経由）
広島駅新幹線口→県立美術館前（縮景園前）→広島城（護国神社前）→ひろしま美術館前（市民病院前）→紙屋町→原爆ドーム前→平和公園前（広島平和記念資料館前）→並木通り入口→広島駅新幹線口
グリーンルート（平和公園・新天地経由）
広島駅新幹線口→八丁堀（流川入口）→紙屋町→原爆ドーム前→平和公園前（広島平和記念資料館前）→並木通り入口→新天地→県立美術館前（縮景園前）→広島駅新幹線口
オレンジルート（平和公園・美術館経由）
広島駅新幹線口→県立美術館前（縮景園前）→広島城（護国神社前）→ひろしま美術館前（市民病院前）→紙屋町→原爆ドーム前→平和公園前（広島平和記念資料館前）→八丁堀→現代美術館前（まんが図書館）→広島駅新幹線口
全便が広島駅新幹線口を始点終点としており、広島駅新幹線口を通り過ぎて乗車する場合には広島駅新幹線口で運賃を一旦支払った上で乗り換え券をもらい次のバスに乗車する事になる。
専用のラッピングを施した車両が使用される。広島地域の路線バスと異なり、前乗り定額先払い、中降りとなる。専用の一日乗車券も設定されている。PASPY・ICOCA等での決済も可能。バスには無料公衆無線LAN サービス「HIROSHIMA FREE Wi-Fi」が設置されている。
当初は2013年4月19日から9月30日までの半年間の予定であったが、運行継続が決定した。
まず「オレンジルート」と「グリーンルート」の2ルートが開設された。ルートの大半が重複するが、経路が一部異なり、単純に「外回り」「内回り」の関係とはなっていない。下記の停留所（「めいぷる〜ぷ」専用にデザインされた標識柱が設置されている）以外には停車しない。オレンジルート、グリーンルートの名称設定時に、オレンジルートは従前のままでグリーンルート側が路線変更になり、現代美術館前、ひろしま美術館前、横川駅が外れて、お好み村前が追加された上で順番も見直された。その後2017年7月にグリーンルートを増便、オレンジルートの運行本数を減便した上、オレンジルートと運行経路はほぼ同じで現代美術館前を通らないレモンルートが追加された。また同時にグリーンルートのお好み村前は廃止され、並木 本通りへ移設追加した。
ひろしまドリミネーション期間中は特別ルートの臨時便が運行される場合がある。
2017年3月26日、乗客数100万人を達成。

#### 運休・廃止・撤退路線（広島市内観光バス）

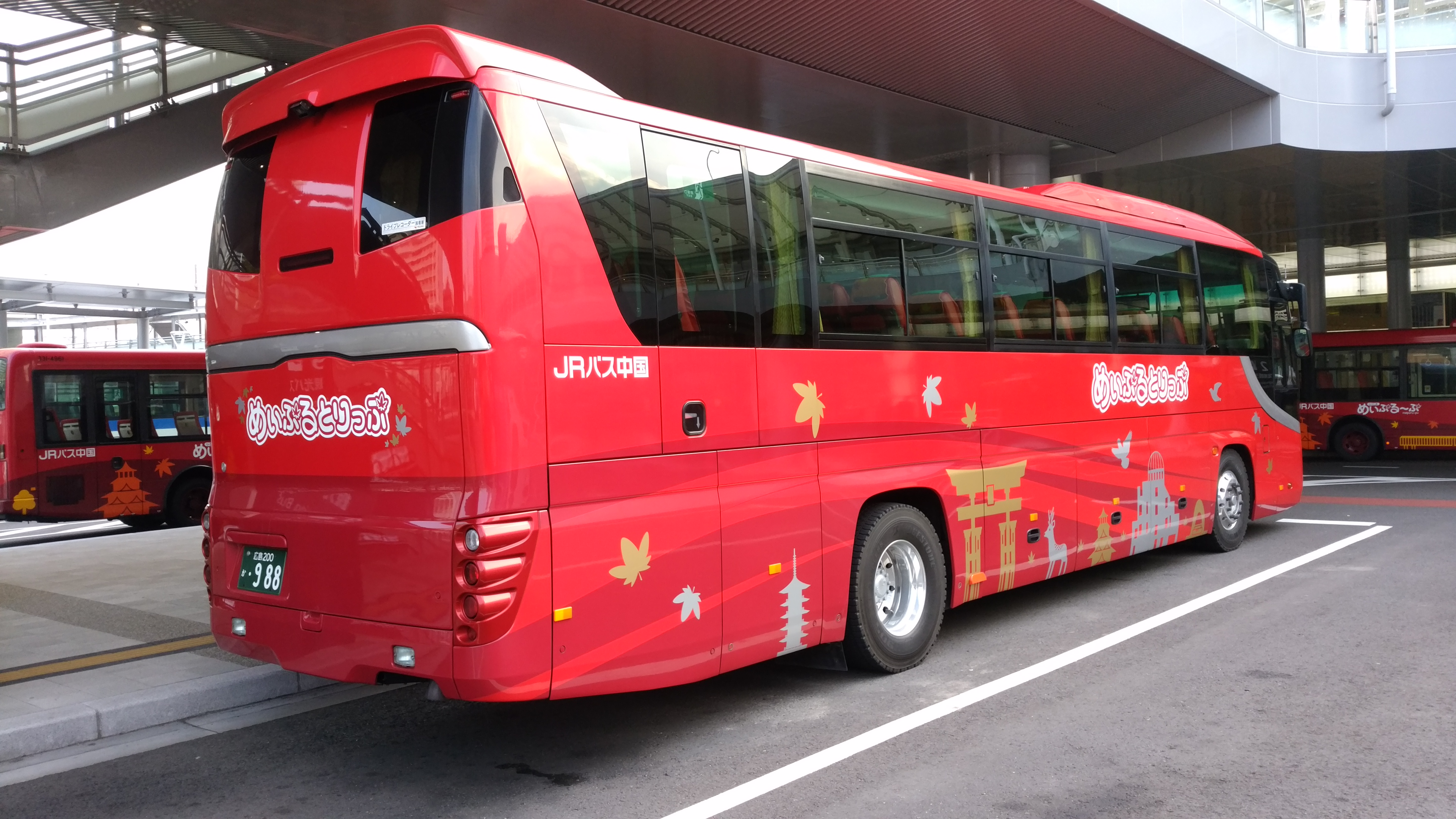
広島世界遺産定期観光バス

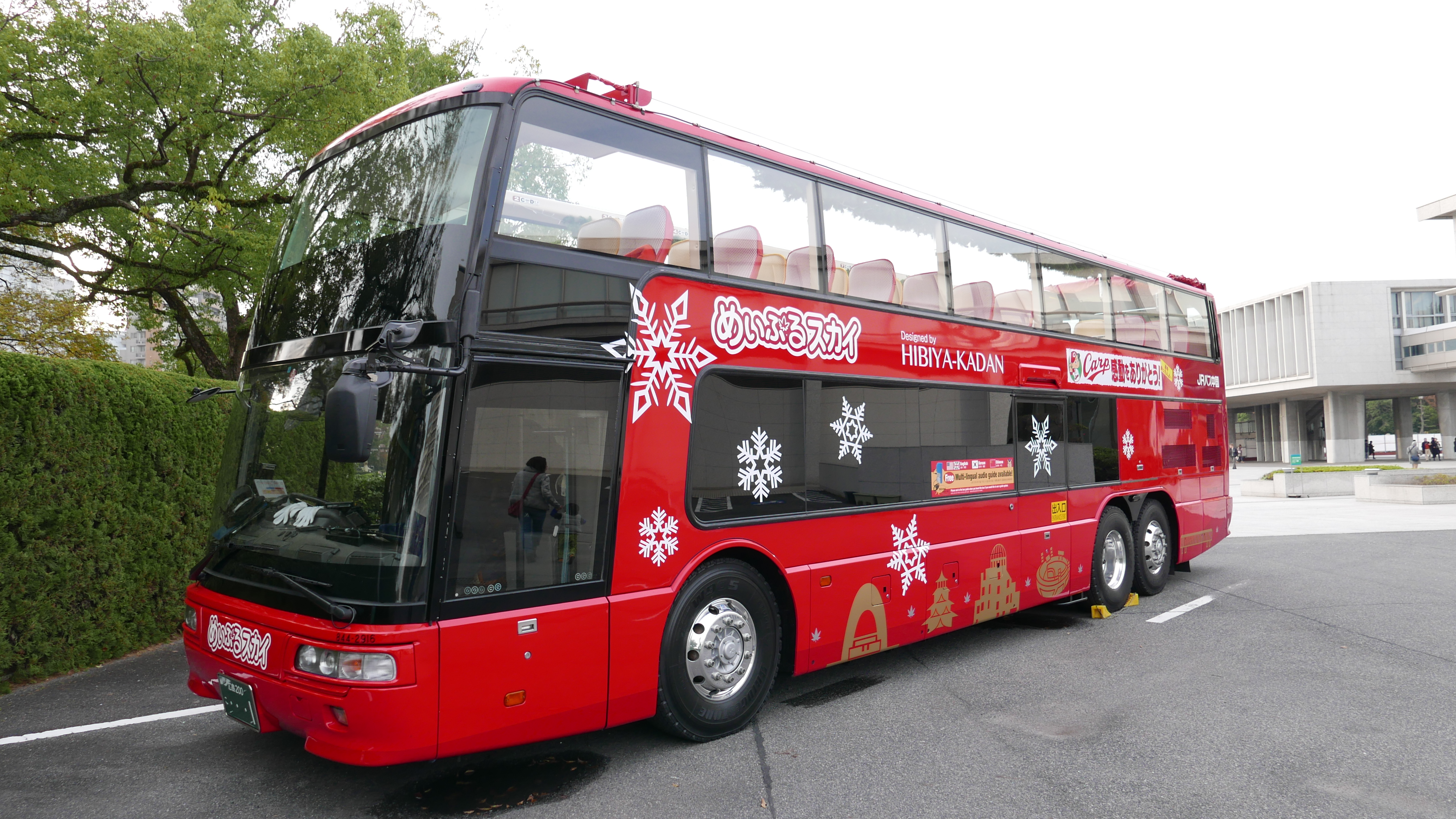
めいぷるスカイ（その1）

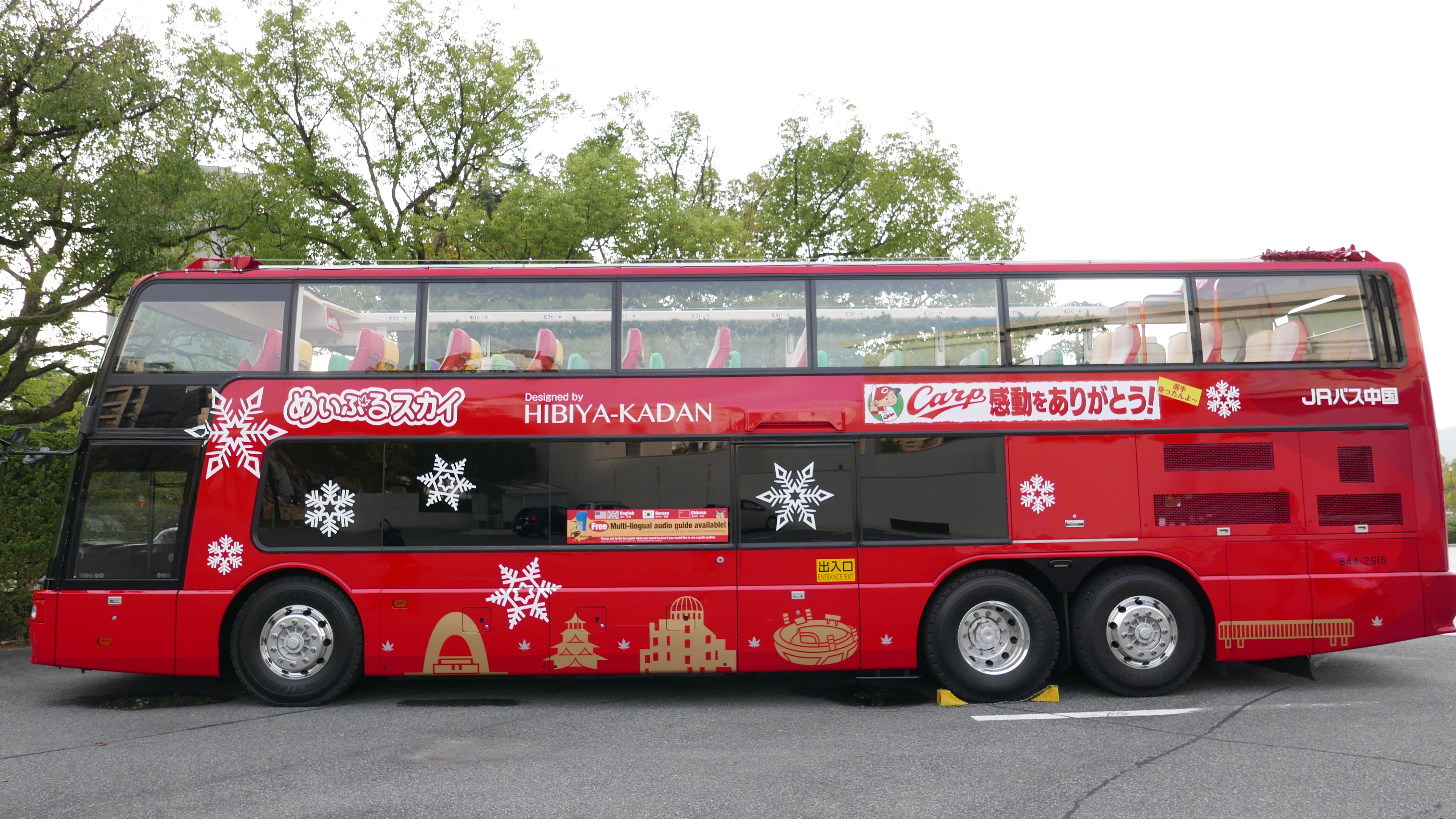
めいぷるスカイ（その2）

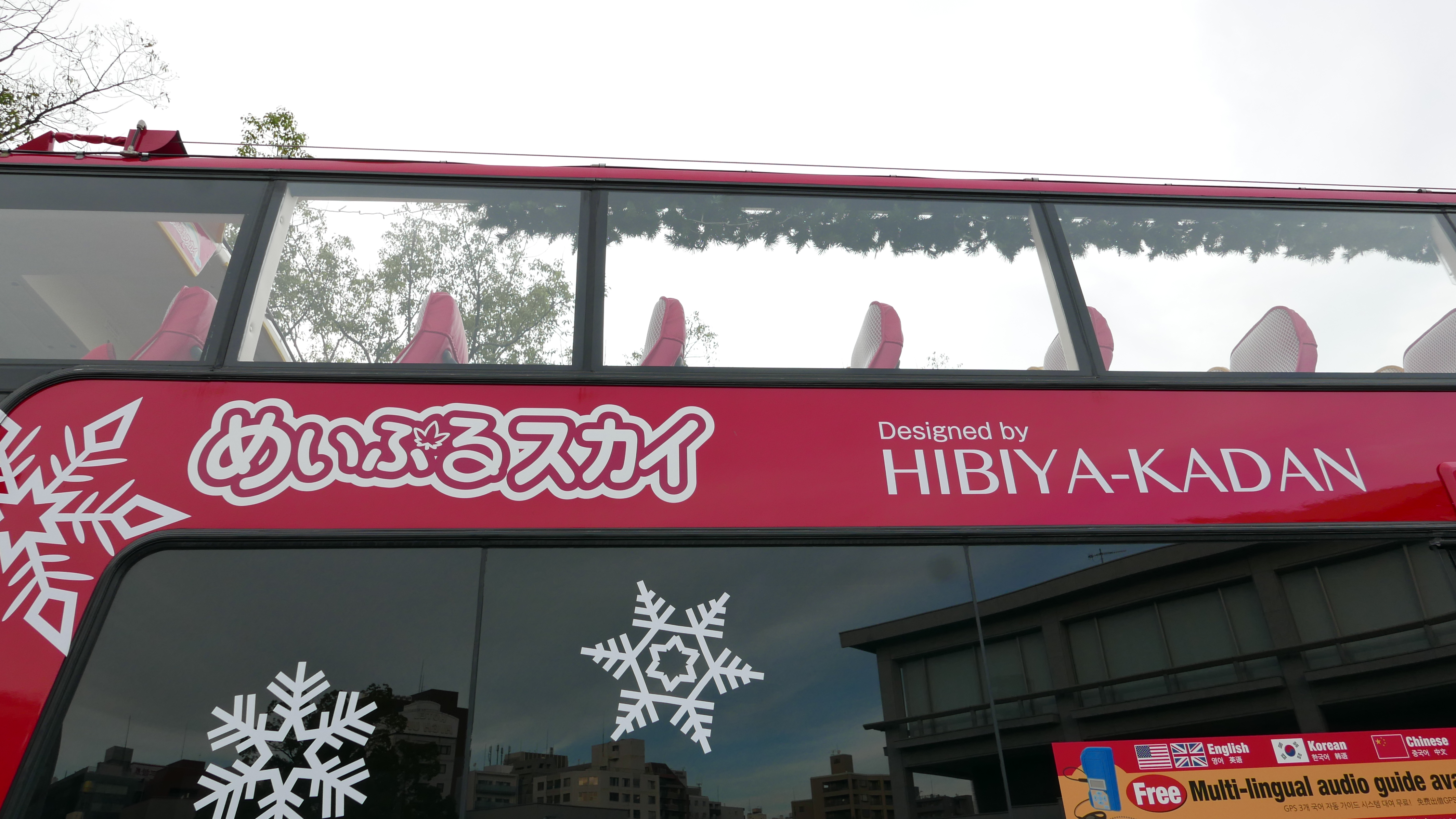
めいぷるスカイ（その3）

めいぷるスカイ
2014年4月19日から運行開始した定期観光バス。広島市内の定期観光バスは以前広島バスが運行していたが、2013年11月30日の運行を最後に廃止となっており、約半年ぶりの路線再開となった。
大阪線で使用された三菱ふそう・エアロキングの屋根を切り取って二階建てオープントップバスに改造し、塗装と座席を変更した車両を使用。改造は大阪の「ケーテー自動車工業」が担当。
途中降車のない「広島市内ドライブ車窓コース」（所要時間1時間半）と、原爆ドーム前から広島平和記念公園への徒歩移動・周遊時間を設けた「広島市内平和祈念公園下車コース」（所要時間2時間）がある。
安全確保のため、3歳以下の幼児は乗車できない。
広島県を本拠地とするプロスポーツチームの優勝パレードに起用されることがあり、2015年にはサンフレッチェ広島、2016年・2017年には広島東洋カープの優勝パレードに登場した。
新型コロナウイルス感染症の影響で2020年春から運休しており、同年秋から1台がJRバス関東に貸し出され、栃木県那須塩原市の塩原温泉郷や千葉県館山市で運行された。
広島世界遺産定期観光バス
広島市内と宮島（厳島）を巡る定期観光バス。市内から宮島への移動には広島港からの高速船（瀬戸内シーライン）を利用する。
所要時間7時間40分。〝めいぷるとりっぷ〟カラーの専用バスで運行される。2024年3月31日をもって廃止。

### 松江出雲観光バス
中国ジェイアールバスでは、松江出雲観光バス として、松江城周辺（1日コースのみ）、八重垣神社、出雲大社を周遊する定期観光バスを1日コース、半日コースの2コース運行している。
1日コース
JR出雲市駅、玉造温泉、松江駅、松江しんじ湖温泉から出発し、松江城周辺、八重垣神社、出雲大社を巡り、JR出雲市駅にて解散となるコース。
半日コース
松江駅を午後に出発して、八重垣神社、出雲大社を巡り、JR出雲市駅にて解散となるコース。

## 貸切
営業エリアは、岡山県、広島県、島根県、山口県の4県である。貸切バスの営業窓口は岡山支店、広島支店、東広島支店、島根支店、浜田派出所、山口支店となっている。
- 貸切バスの主な車種
  - 大型ハイデッカー（正座席45席・補助席8席の53席、後部より2、3列目が回転シート）
  - 大型ハイデッカー（正座席45席・補助席9席の54席、後部より2列目が回転シート）
  - プレミアム24（大型ハイデッカー1＆2列シート24席の豪華車両）
  - 広島ドラゴンフライズ オリジナルデザインバス（大型ハイデッカー正座席37席・補助席8席） ※選手が利用しない日やオフシーズンのみ利用可能
  - サンフレッチェ広島 オリジナルデザインバス（大型ハイデッカー正座席45席・補助席9席） ※選手が利用しない日やオフシーズンのみ利用可能
  - 二階建てオープンバス めいぷるスカイ（正座席44席）
  - 化粧室付大型ハイデッカー（正座席36席）

公益社団法人日本バス協会の「貸切バス事業者安全性評価認定制度」では、2015年9月に最高ランク「三つ星」の認定を受けている。
貸切バス事業者安全性評価認定制度 認定事業者一覧（平成29年10月4日現在）では、JRバス中国の貸切車両数が61輌と記載されている。
JR西日本が運行する豪華列車「TWILIGHT EXPRESS 瑞風」の専用バス「瑞風バス」もJRバス中国で担当している。
このバスには、最新型の安全装置を備え、デザインは「瑞風」のデザインをてがけた浦一也氏に監修したもので、車体および内装を「瑞風」の車両と世界観をあわせた「瑞風グリーン（深緑色）」を用い、エンブレムも同じ仕様のものを装着している。車体は、新造の大型バス（座席数：38席）で、「瑞風」のお客様専用となっている。また内装も「瑞風」の車両と世界観をあわせるため、同じデザインのオリジナルカーペットを採用、シートも緑色になっている。加えて、乗務員の制服も「瑞風」の車内クルーと同じデザインのものを着用する。

## 車両
国鉄バス時代から三菱およびいすゞ製の車両が多く、現在でもその状態は続いている。しかし、三菱ふそうリコール隠しの一件以来、三菱車の新車導入は停止し、2004年に岡山へ配置されたのを最後にそれ以降はいすゞ製のみ導入していた。わずかではあるが中古、新車を含め三菱車の導入も再開されている。2017年に13年ぶりに貸切車で三菱ふそう車を導入している。また、少数でありながら日野製（主に1993年、1995年、1996年、1997年製、及びリフト付き貸切車）およびUDトラックス（旧:日産ディーゼル）製、トヨタ製（黒瀬さくらバス専用ワンボックスカー）も保有している。
2021年に、初の輸入車であるスカニア・J-InterCityDDが導入され、同年7月21日の出雲市出発便のスサノオ号から運行開始予定と発表された。
路線車については、前中扉の都市型仕様の路線車が多い。高速車については、夜行高速バスにはスーパーハイデッカー（近年はハイデッカー車も導入している）やダブルデッカーが多いが、クレアライン号やグリーンフェニックス号など短距離の昼行高速バスでは、路線車ベースのトップドア車が投入されている。
路線車の車体色は、発足当初は国鉄バス色であったが、1989年度には銀色の部分を青または白とするカラーリングとなった。しかし、1990年度からは白をベースに青いラインが入る現行デザインに再変更されている。広島空港リムジンバスには専用色の車両が使用される。高速車の車体色は国鉄バス新高速色であったが、2000年代初頭に登場した高速・貸切車などではツバメをデフォルメしたキャラクター「スワローJr.」があしらわれた「スワローJr.塗色」となった。2007年度以降の新車は国鉄バスのデザインのものに戻っており、「スワローJr.」塗色で登場したダブルデッカー車は2007年度より国鉄バスのデザイン塗色に変更されつつある。
路線車・高速車とも、親会社が同じ西日本JRバスとは違い、国鉄バス時代からのトレードマークであるツバメを継承している。正面にはJRのロゴをCの字で囲んだマークを表示している。路線バス車両の車体後部の社名表記は、設立当初（「中国ジェイアールバス株式会社」時代）から「JRバス中国」となっている（方向幕や案内広告などでも「JRバス中国」の表記が一部使用されている）が、これは社名が酷似している中国バス（両備グループ）との混同を避けるためと推測されている。他方で、国鉄バス時代に「国鉄バス中国地方自動車部」を省略して案内広告などに使用していた「国鉄バス中国」の名残とも推測される。
なお、旧々国鉄バス色の三菱P-MP118M（1984年式）や、富士重工車体を架装したエアロスター（1985年式）などの旧年式車両が数台残存しており、特に前記の2台については、東京からの乗車ツアーが組まれたこともある。
中国地方でも広島電鉄グループや防長交通を始めとするほとんどのバス会社がノンステップバスやワンステップバスを導入する中、1997年のツーステップバスの導入以来、2007年9月まで新車の路線車が導入されておらず、老朽車の置き換えは首都圏バス会社からの譲渡車で行い、その際にを行先表示器を幕式からLEDに変更し車内を一部リニューアルする形をとっていた。
2007年9月に広島支店に新車のいすゞ製のエルガワンステップバスが一般路線用に4台導入された（現在雲芸南線で運用中）。これと同じ車種が東広島支店・山口支店にもそれぞれ3台ずつ導入され、計10台が運用に就いており、2008年度以降も増備が続いている。2016年からはいすゞ2代目エルガを導入している。2017年から再び移籍車を導入している。
教育訓練車は、旧々国鉄バス色の一般路線バスタイプの車両が広島支店に1台配置されている。これは元々東広島支店に所属していた一般路線用のいすゞ・エルガワンステップの531-7915号車を改造したものである。

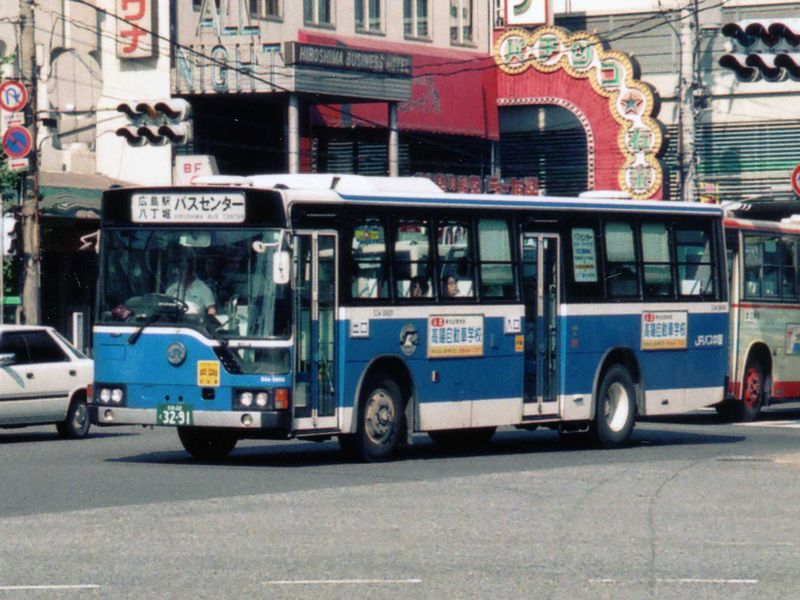
1989年度導入車にだけ施されたデザイン 534-9908
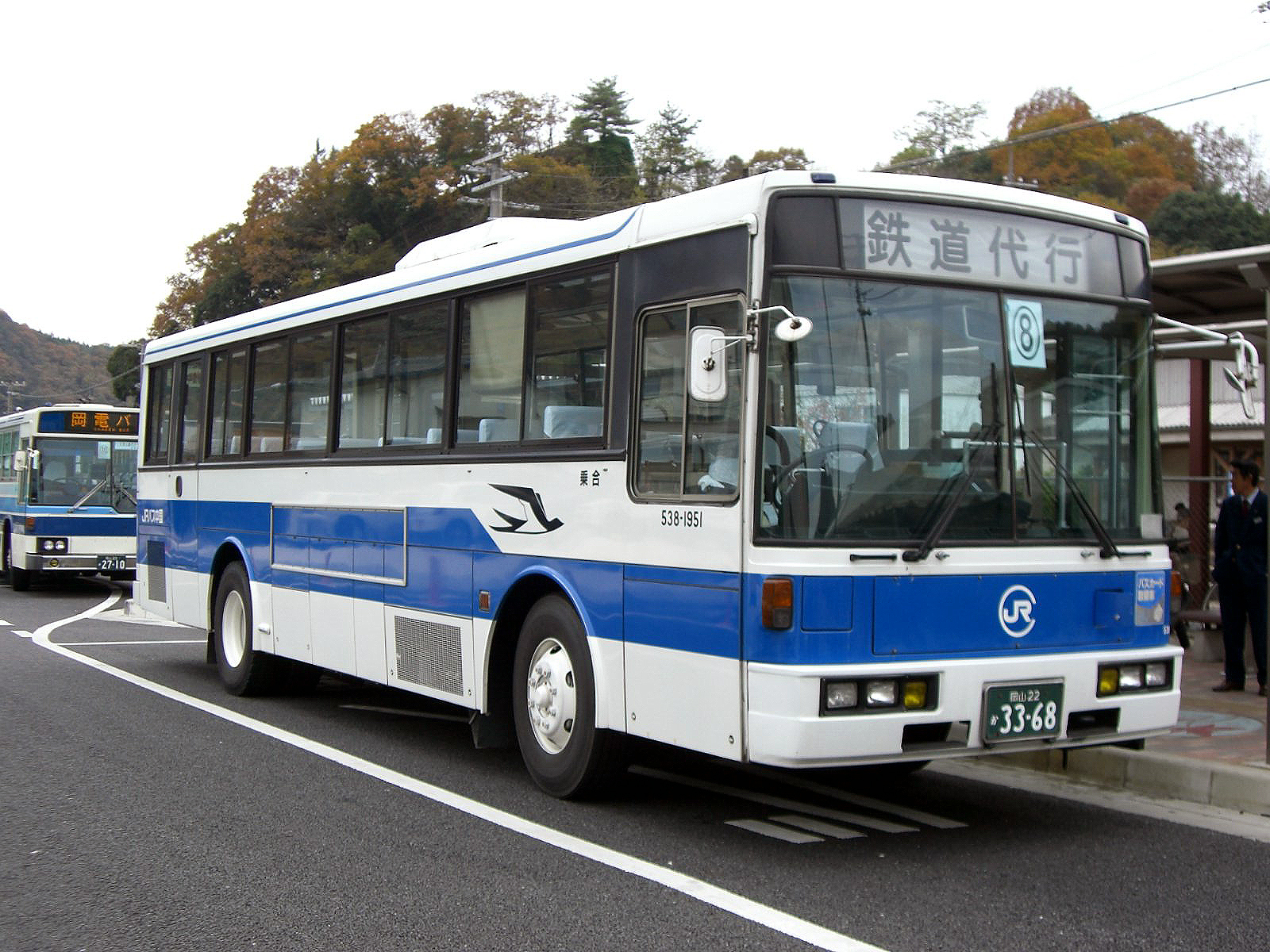
1990年度以降の路線車デザイン 538-1951
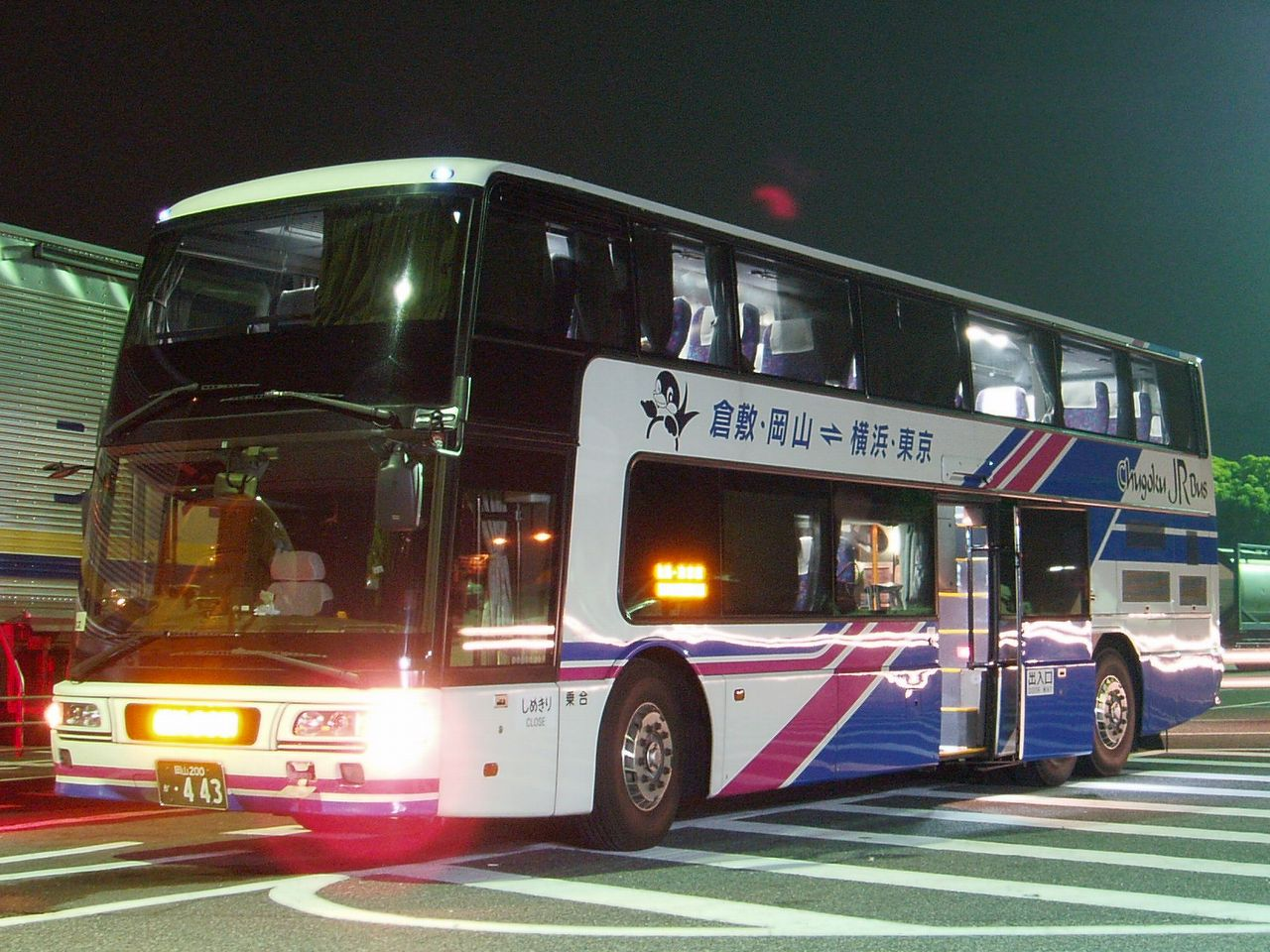
「京浜吉備ドリーム号」に使用されるダブルデッカー車（旧塗色） 744-3901
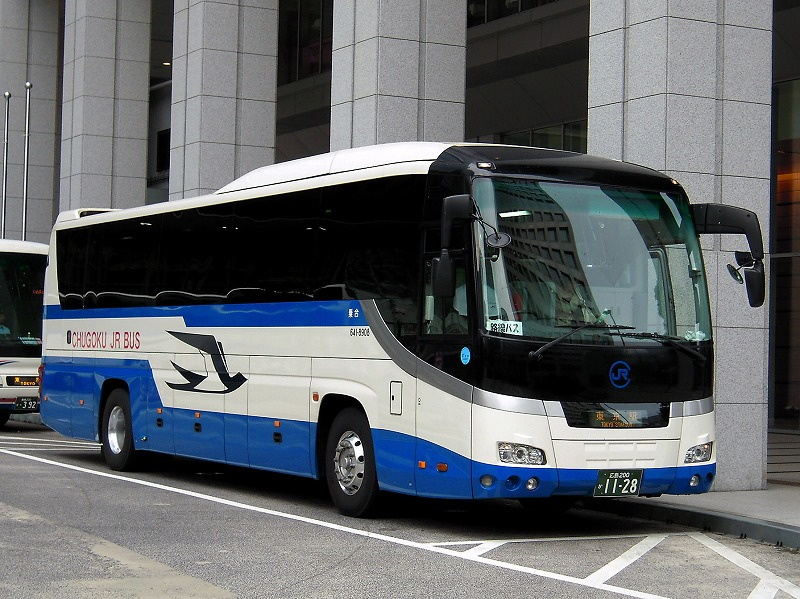
「ニューブリーズ号」に使用されるハイデッカー車 641-8908
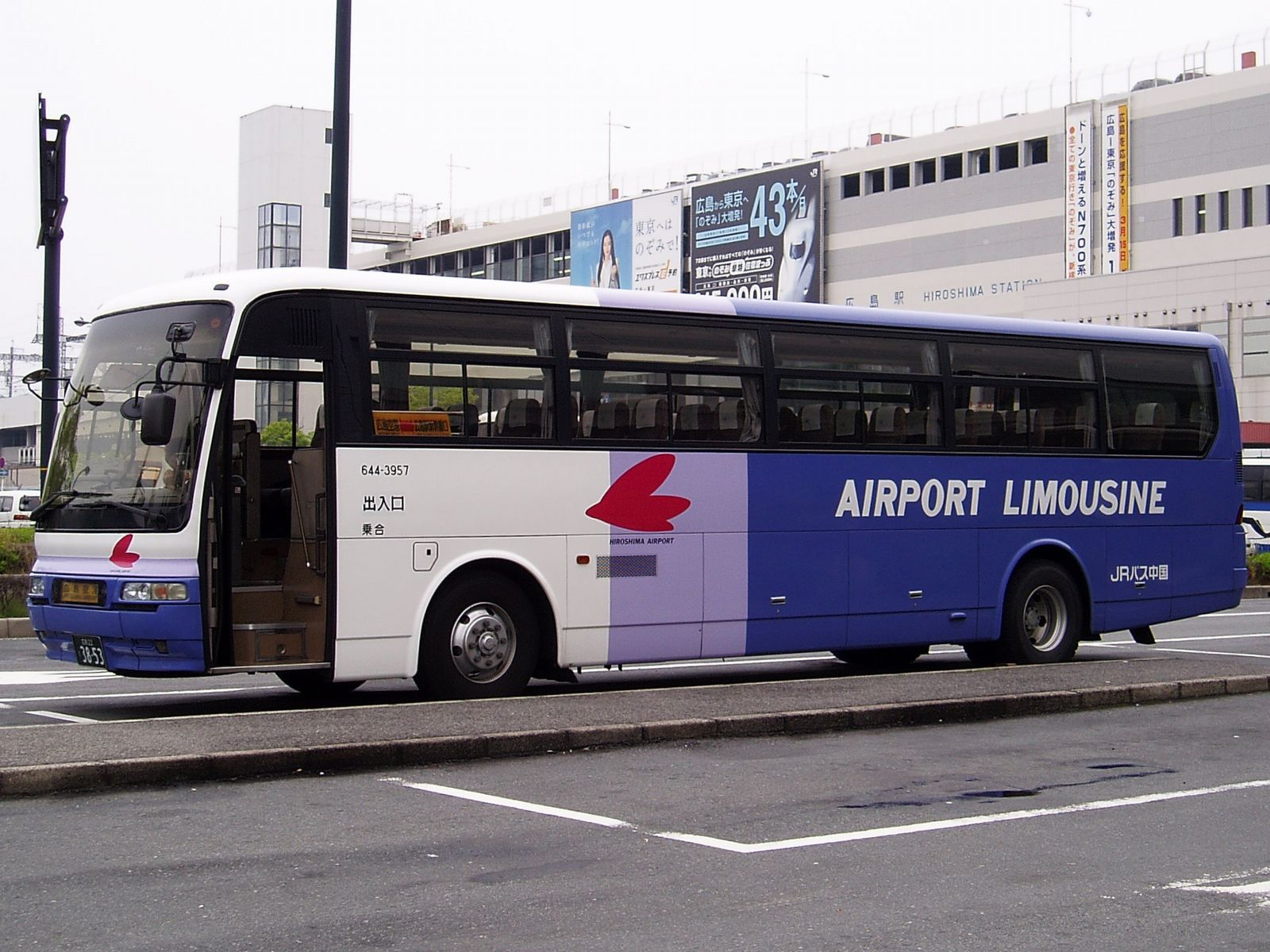
広島空港リムジンバス専用車 644-3957
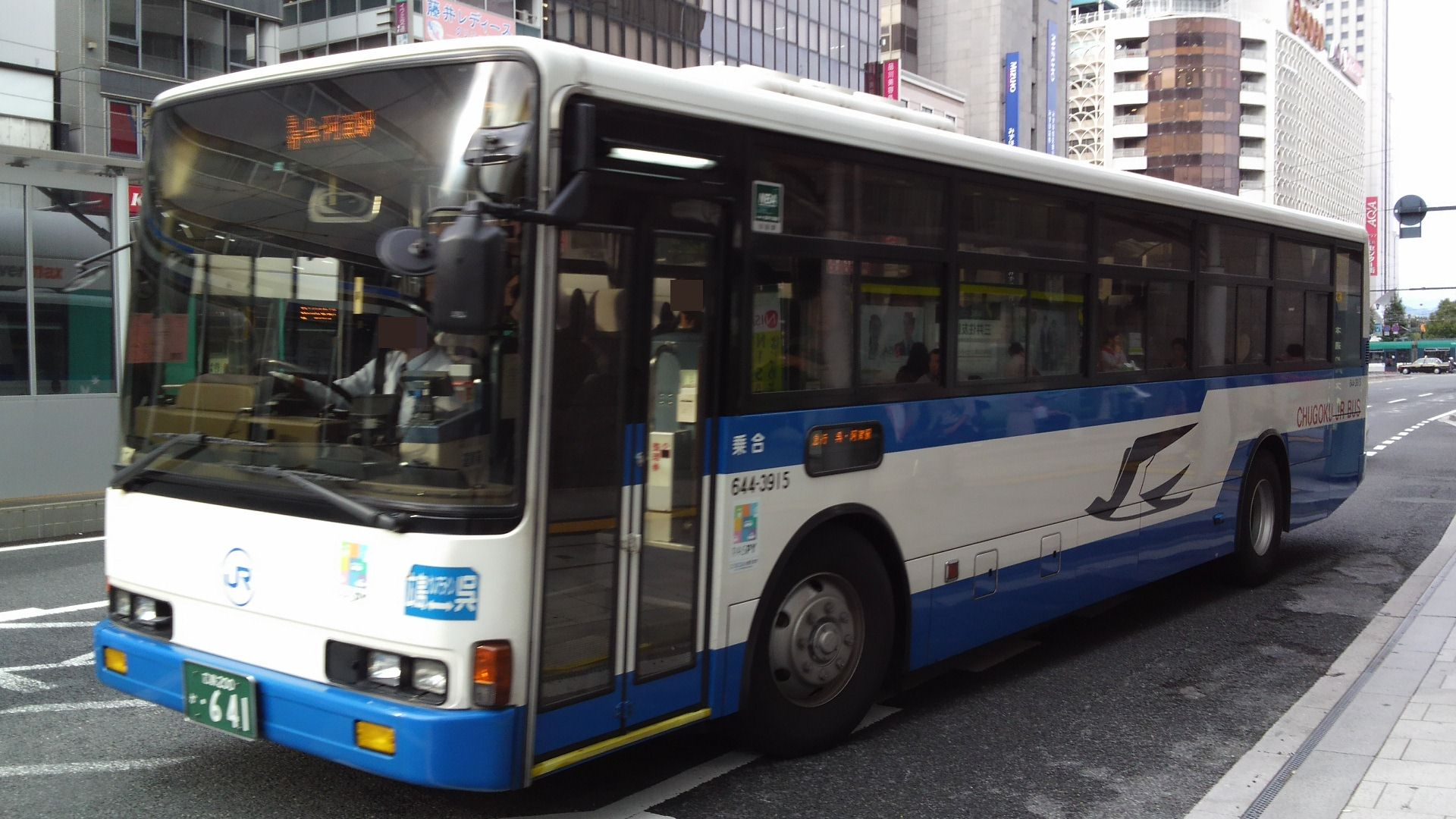
ツーステップ（トップドア，準高速バス仕様） KL-MP35JP
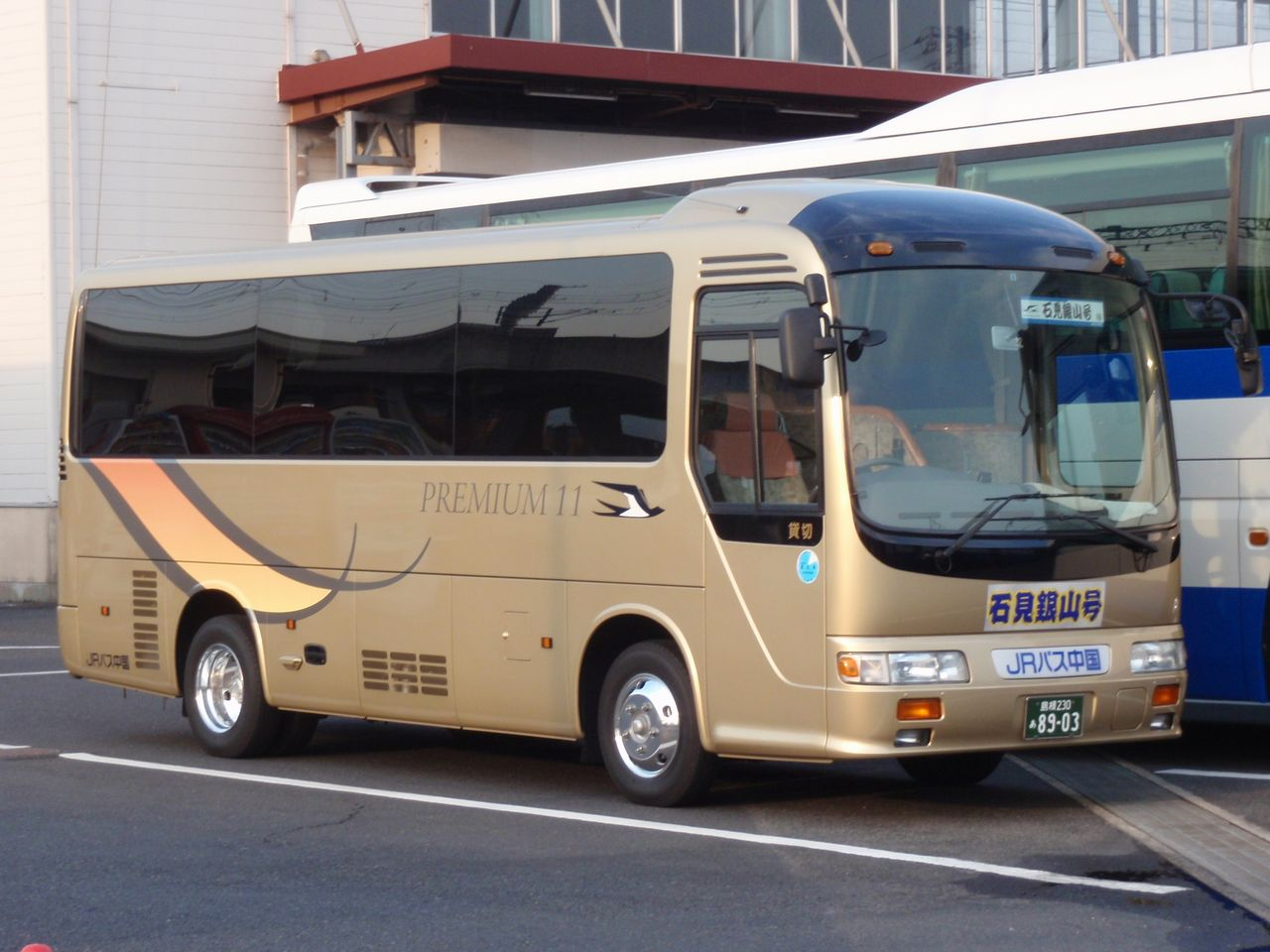
小型貸切車「PREMIUM11」 141-8903
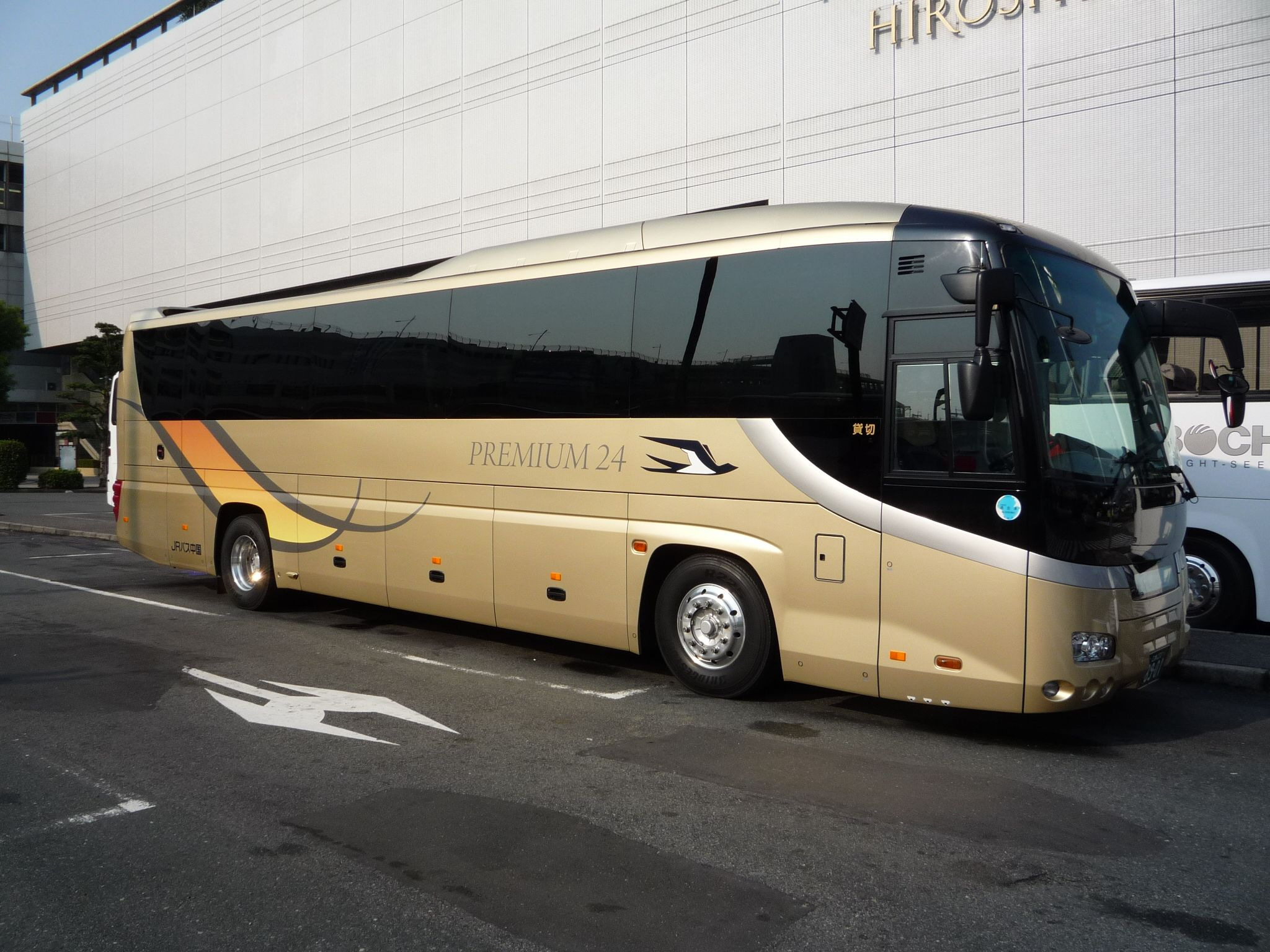
大型貸切車「PREMIUM24」 641-8901
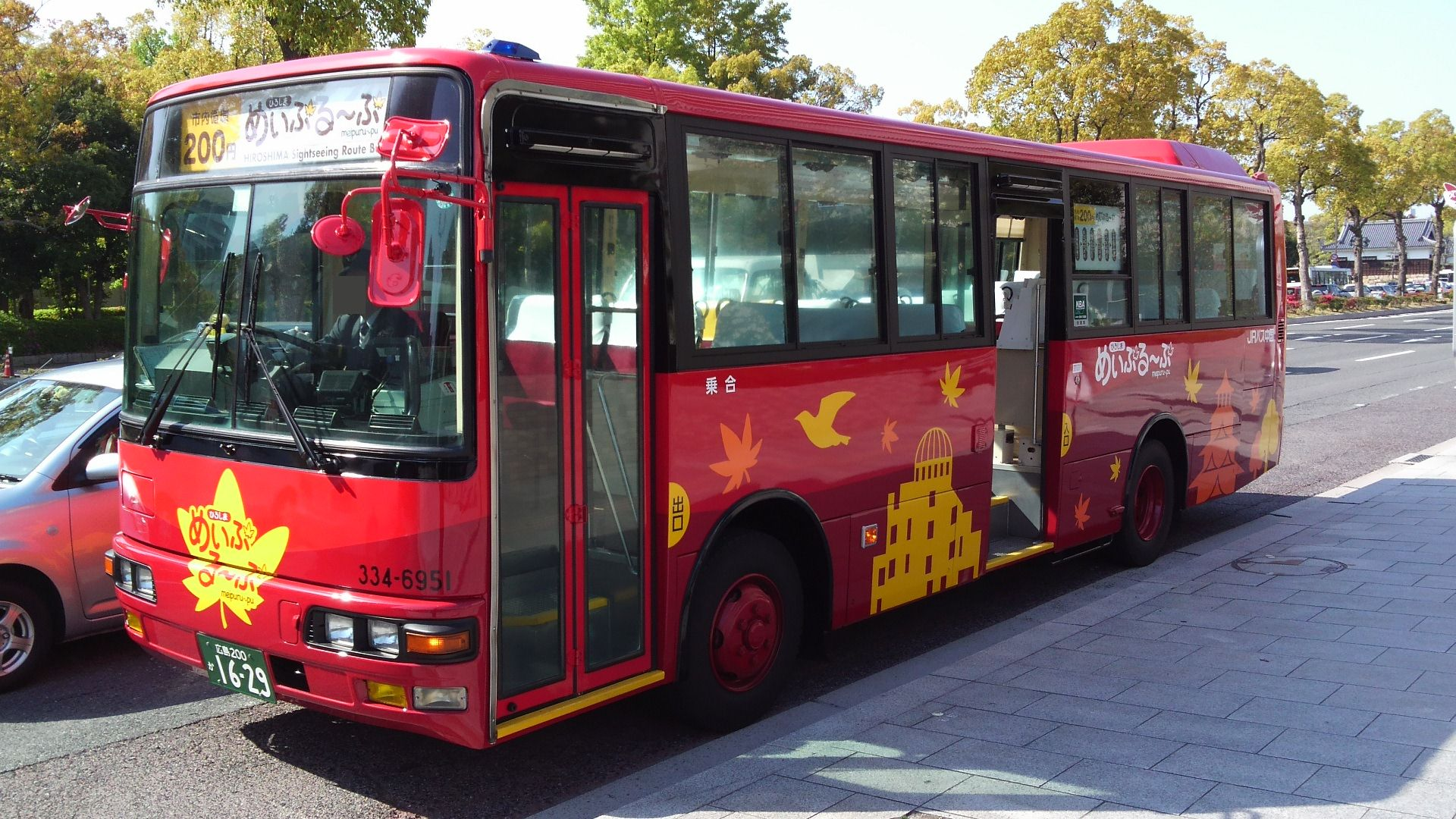
「めいぷる〜ぷ」専用車　334-6951
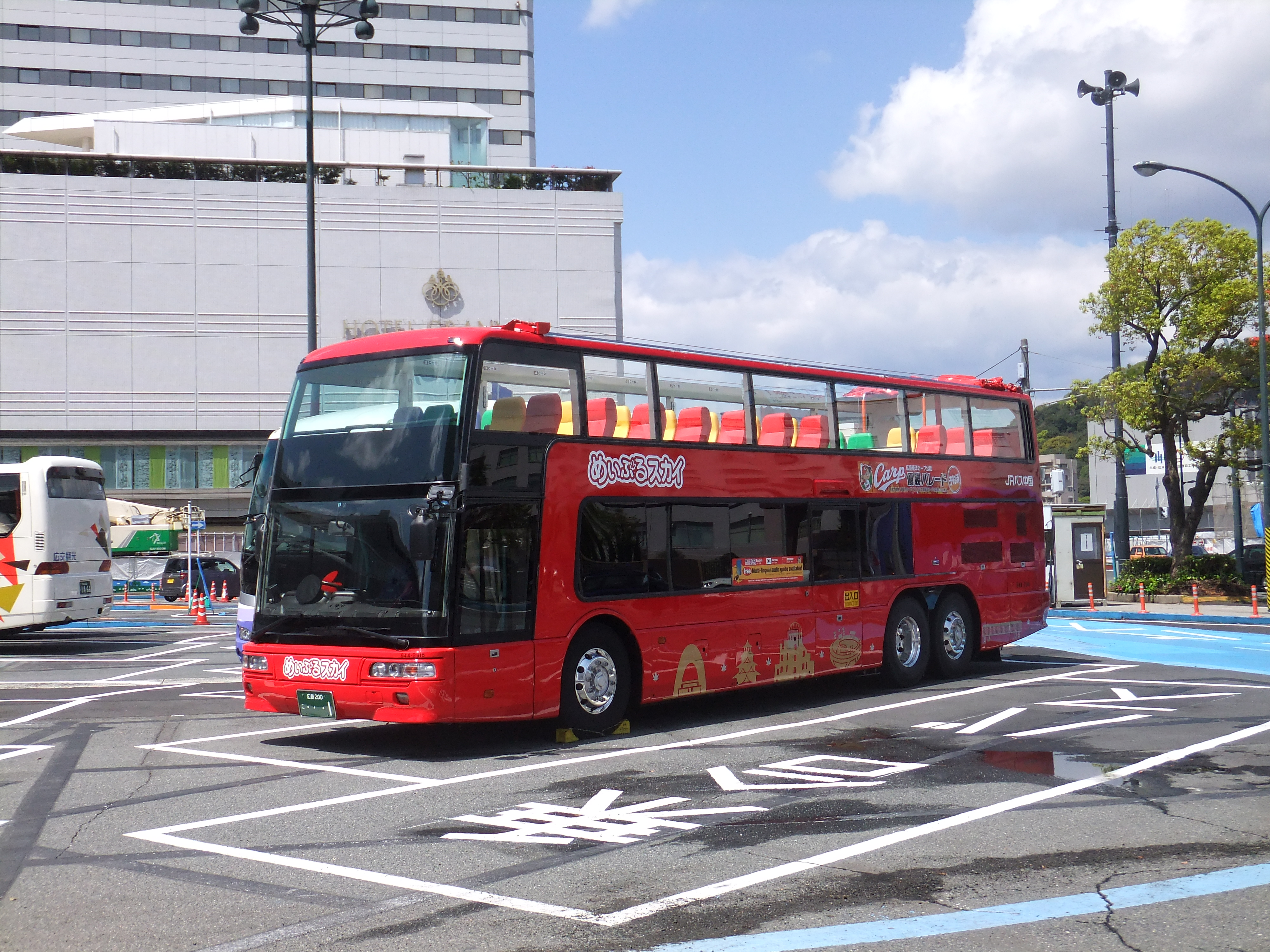
「めいぷるスカイ」専用車　844-2916
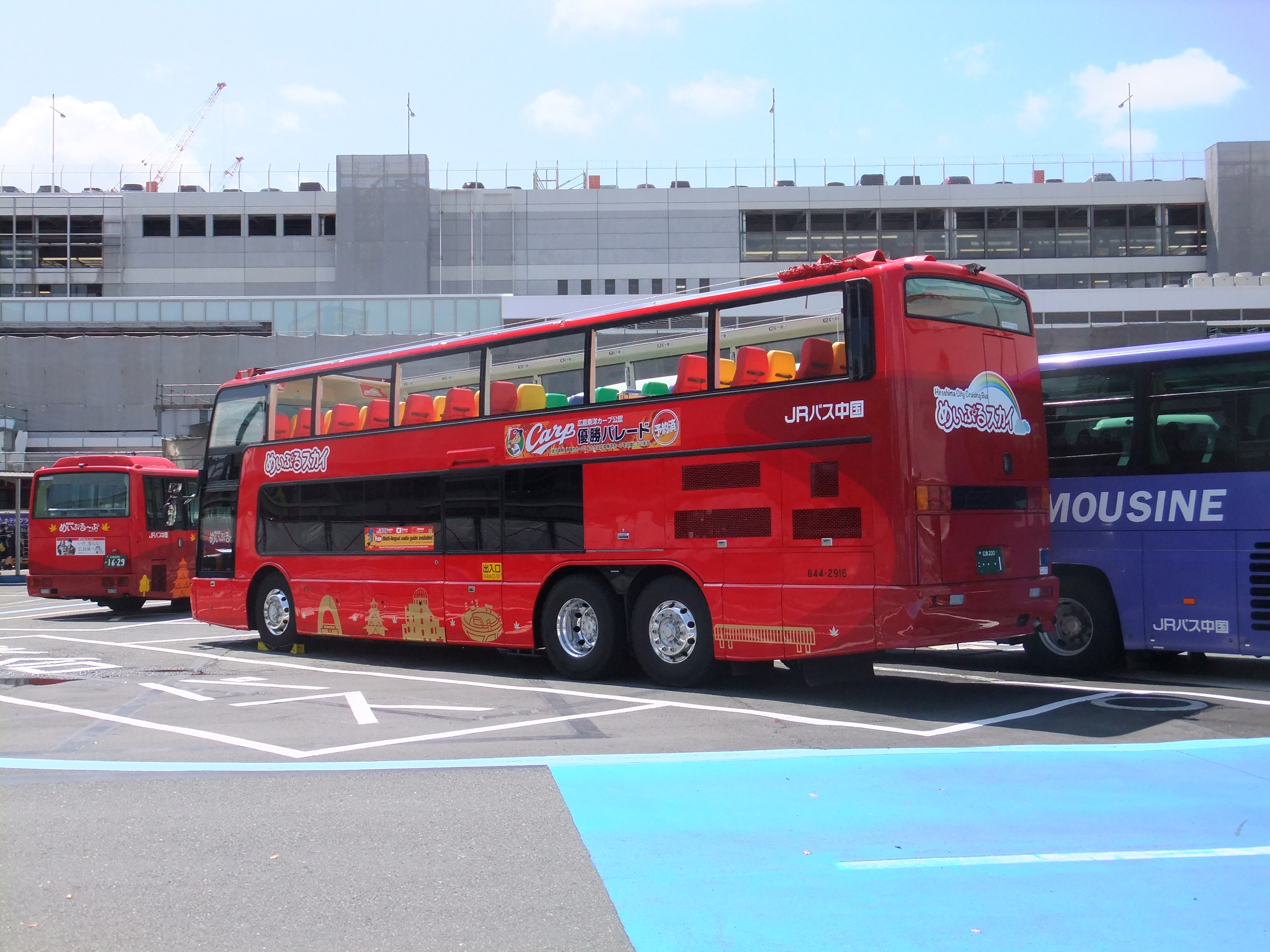
「めいぷるスカイ」専用車　844-2916

### 車両称号
一部を除き、基本的には国鉄バスの車両称号をそのまま使用している。トヨタ・ハイエースについては、未使用だった「9」を使用している。
| 2020年まで | 6    | 4    | 1        | - | 8    | 9    | 61       |
| 2021年から | 7    | 4    | 0        | - | 21   | 9    | 01       |
| ---------- | ---- | ---- | -------- | - | ---- | ---- | -------- |
|            | 車種 | 形状 | メーカー |   | 年式 | 装備 | 固有番号 |

- 車種
  - 1…車体幅2,300 mm以下かつ全長7,000 mm未満（マイクロバス）
  - 2…車体幅2,300 mm以下かつ全長7,000 mm以上8,400 mm未満（中型バス）
  - 3…車体幅2,300 mm以下かつ全長8,400 mm以上9,000 mm未満（中型バス）
  - 4…車体幅2,300 mm超かつ全長9,000 mm以上10,000 mm未満（大型ショート系）
  - 5…全長10,000 mm以上（大型バス）
  - 6…観光・高速
  - 7…高速（ダブルデッカー）
  - 8…めいぷるスカイ専用車（ダブルデッカー）
- 形状
  - 1…横向き座席
  - 2…混合（半分以上が前向き）
  - 3…前向き座席
  - 4…リクライニングシート
- メーカー
  - 0…スカニア[注釈 4]
  - 1…いすゞ
  - 4…三菱
  - 7…日野
  - 8…日産ディーゼル（当時、現「UDトラックス」）
  - 9…その他（トヨタ・ハイエース等）
- 年式
  - 2020年まで導入された車両は西暦の下1桁、2021年から導入された車両は西暦の下2桁。なお、中古移籍車でも製造年を使用する。
- 装備
  - 4…冷房・板ばね
  - 9…冷房・空気ばね
    - 後から改造の場合、1を減じる。
- 固有番号
  - 年式ごとの連番
    - 2020年まで導入された車両は年式が西暦の下1桁だったため、下記のとおり区別していた。
      - 01 - 49…偶数×10年代（例：1980年代・2000年代・2020年）
      - 51 - 99…奇数×10年代（例：1990年代・2010年代）

    - 2021年から導入された車両は年式が西暦の下2桁となったため、区別がなくなった。

上記の法則により、「641-8961」は、「リクライニングシート装備の観光・高速車でいすゞ製、製造年は1998年または2018年で、冷房・空気ばね装備の車両」における11号車、「740-21901」は、「リクライニングシート装備の高速車（ダブルデッカー）でスカニア製、製造年は2021年で、冷房・空気ばね装備の車両」における1号車ということになる。

### 移籍車の供給元
- 神奈川中央交通
- 国際興業

かつて存在した移籍車
- 相鉄バス
- 南海バス

## 関連会社
- 西日本旅客鉄道
- 西日本ジェイアールバス
- 西日本バスネットサービス

## 注記